# Surgimiento del Estado argentino
Se conoce como el surgimiento de la República Argentina al período de la historia de dicho país durante el cual la autoridad de la monarquía española llega a su fin en el virreinato del Río de la Plata, cuando se disgrega en diversas unidades políticas y se produce la conformación jurídico-política de lo que hoy es la República Argentina. Con el primer antecedente en las invasiones inglesas, este proceso se inicia propiamente con la Revolución de Mayo y culmina con la sanción de la Constitución Nacional en 1853.

## Enfoques historiográficos
La historiografía latinoamericana y argentina en particular tradicionalmente ha interpretado que los movimientos de independencia de las colonias españolas iniciados a comienzos del siglo XIX constituyeron un momento de ruptura con el colonialismo occidental que dio paso a la creación de estados-nación independientes de los imperios europeos, sin embargo varios científicos sociales se distancian de esa visión: sostienen que los procesos de independencia política no rompieron con los procesos profundos de la colonialidad, creando «estados criollos republicanos» o «coloniales», formalmente independientes pero que mantuvieron las lógicas racistas de exclusión que caracterizaron al colonialismo, tanto en el orden interno como en el global.

## Antecedentes
A lo largo del siglo XVIII, los cambios políticos llevados adelante por la Casa de Borbón, que reemplazó a la Casa de Austria a partir del 16 de noviembre de 1700 en el Imperio Español, transformaron las dependencias americanas ─hasta entonces «reinos» relativamente autónomos─ en colonias enteramente dependientes de decisiones tomadas en España para beneficio de ella. Una de estas medidas fue la fundación del Virreinato del Río de la Plata en 1777, donde reunió territorios dependientes hasta entonces al Virreinato del Perú y dio una importancia singular a su capital, la ciudad de Buenos Aires, que había tenido escasa importancia hasta ese momento.
El Virreinato del Río de la Plata incluía casi todas las provincias más australes del imperio español en América del Sur: Charcas, Tucumán, Paraguay, Río de la Plata y Cuyo. Se trataba de un espacio amplísimo y escasamente poblado, cuya población decrecía en términos generales de norte a sur, y cuya capital ─Buenos Aires─ estaba muy cercana al ángulo sudeste del territorio. Estaba cercado por dos extensas áreas casi despobladas de más de un millón de km² cada una dominadas por indígenas no sometidos: la Patagonia y la Pampa por el sur y el Chaco dividiendo en dos el sector norte.
Durante el virreinato, la ciudad de Buenos Aires y la región circundante crecieron rápidamente en población y en importancia económica, sin revertir por ello la diferencia poblacional en favor de las provincias del norte. Gran parte de la economía giraba en torno a la explotación y comercialización de plata del Cerro Rico de Potosí. La política de España fue de progresivo sometimiento de las colonias a los intereses metropolitanos al prohibir ciertas actividades económicas para no competir con las peninsulares y al preferir sistemáticamente a los funcionarios europeos sobre los americanos.
En junio de 1806 se produjo la primera de las invasiones inglesas y la ciudad de Buenos Aires fue ocupada por fuerzas británicas ante la pasividad de las autoridades virreinales; una fuerza compuesta por milicianos criollos y tropas veteranas los expulsó en el mes de agosto. El pueblo se organizó en milicias voluntarias que al año siguiente enfrentaron una segunda invasión que en febrero ocupó la ciudad de Montevideo, pero en el mes de julio fracasaron en ocupar por segunda vez la capital ante la exitosa acción de las milicias porteñas; los británicos evacuaron el Río de la Plata.
Las invasiones inglesas mostraron la capacidad organizativa y el valor de los criollos, y la incapacidad de los españoles para defender a sus colonias. Durante los tres años siguientes, la política local fue un continuo conflicto entre criollos y autoridades coloniales; en 1809 estallaron dos revoluciones en el Alto Perú, en Chuquisaca y La Paz, que fueron aplastadas por la reacción colonial española.

## Revolución de Mayo (1810)

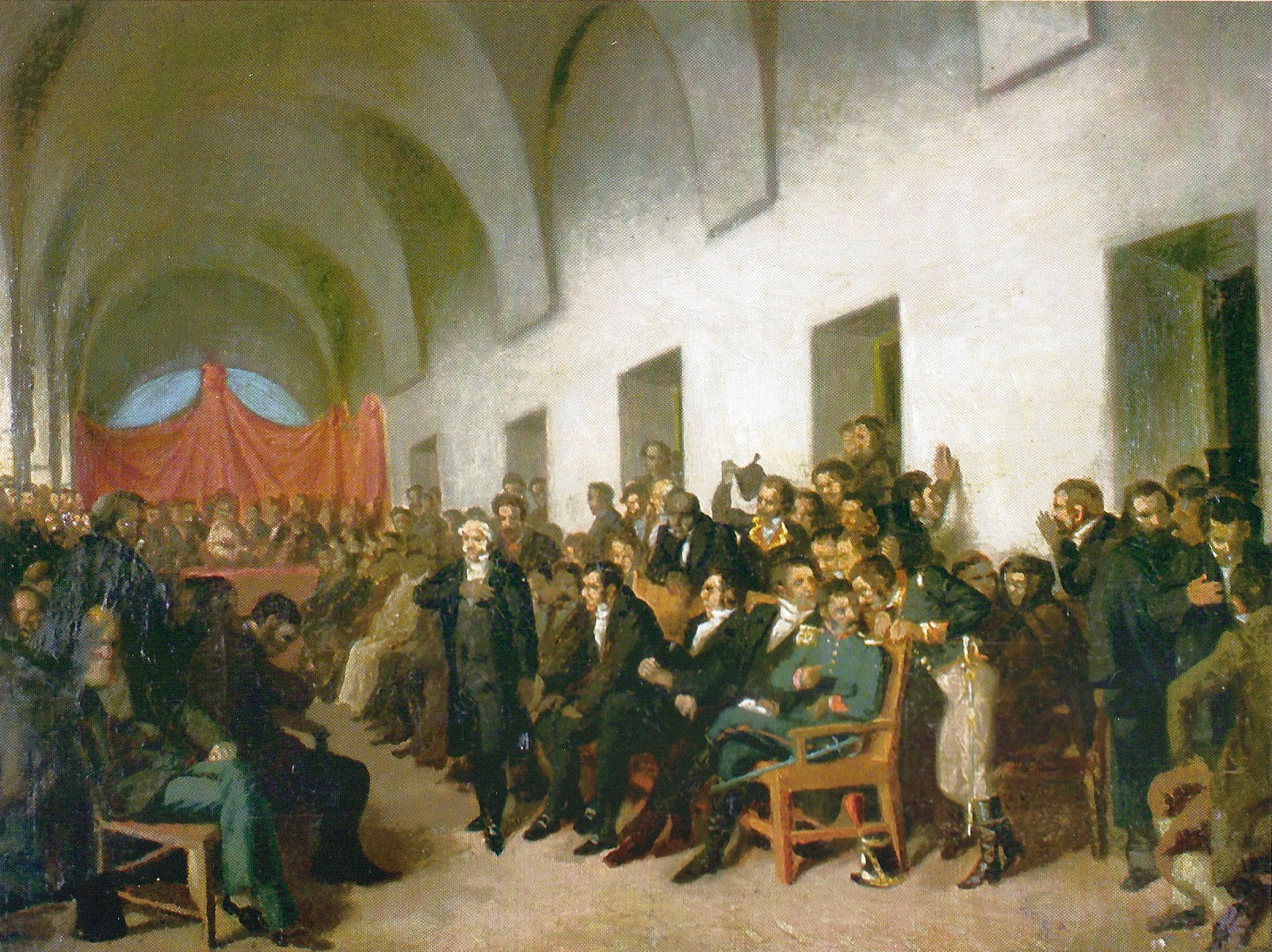
El Cabildo abierto del 22 de mayo de 1810.

Entre las causas de la revolución de la independencia se cuentan la debilidad y el desprestigio de la monarquía, la fuerza que habían demostrado la colonias durante las Invasiones Inglesas, el monopolio comercial de España y la influencia ideológica de la Revolución francesa.
A mediados de mayo de 1810 llegó a Buenos Aires la noticia de la completa derrota militar española y la disolución de la Junta Central. Los líderes revolucionarios lograron la reunión de un cabildo abierto el día 22 de mayo para decidir si el virrey Cisneros debía continuar en el mando y, en caso negativo, quién debería sucederle. Pese a la oposición de los funcionarios españoles, prevaleció el voto del coronel Cornelio Saavedra, que sostenía que el gobierno debía ser asumido por una autoridad nombrada por el Cabildo de Buenos Aires y agregaba que «el pueblo es el que confiere la autoridad o mando», en una clara reafirmación de la teoría de la retroversión de la soberanía.
El cabildo nombró una Junta Provisional Gubernativa presidida por Cisneros, pero fue rechazada. El día 25 de mayo se produjo una movilización popular para presionar al cabildo, el cual terminó por nombrar —a petición de los manifestantes— una «Junta Provisional Gubernativa de las Provincias del Río de la Plata a nombre del Señor Don Fernando VII», que pasaría a la historia como la Primera Junta,  formada por Cornelio Saavedra ─presidente─, Juan José Castelli, Manuel Belgrano, Miguel de Azcuénaga, Manuel Alberti, Domingo Matheu y Juan Larrea ─vocales─, Juan José Paso ─secretario de hacienda─ y Mariano Moreno ─secretario de gobierno─.

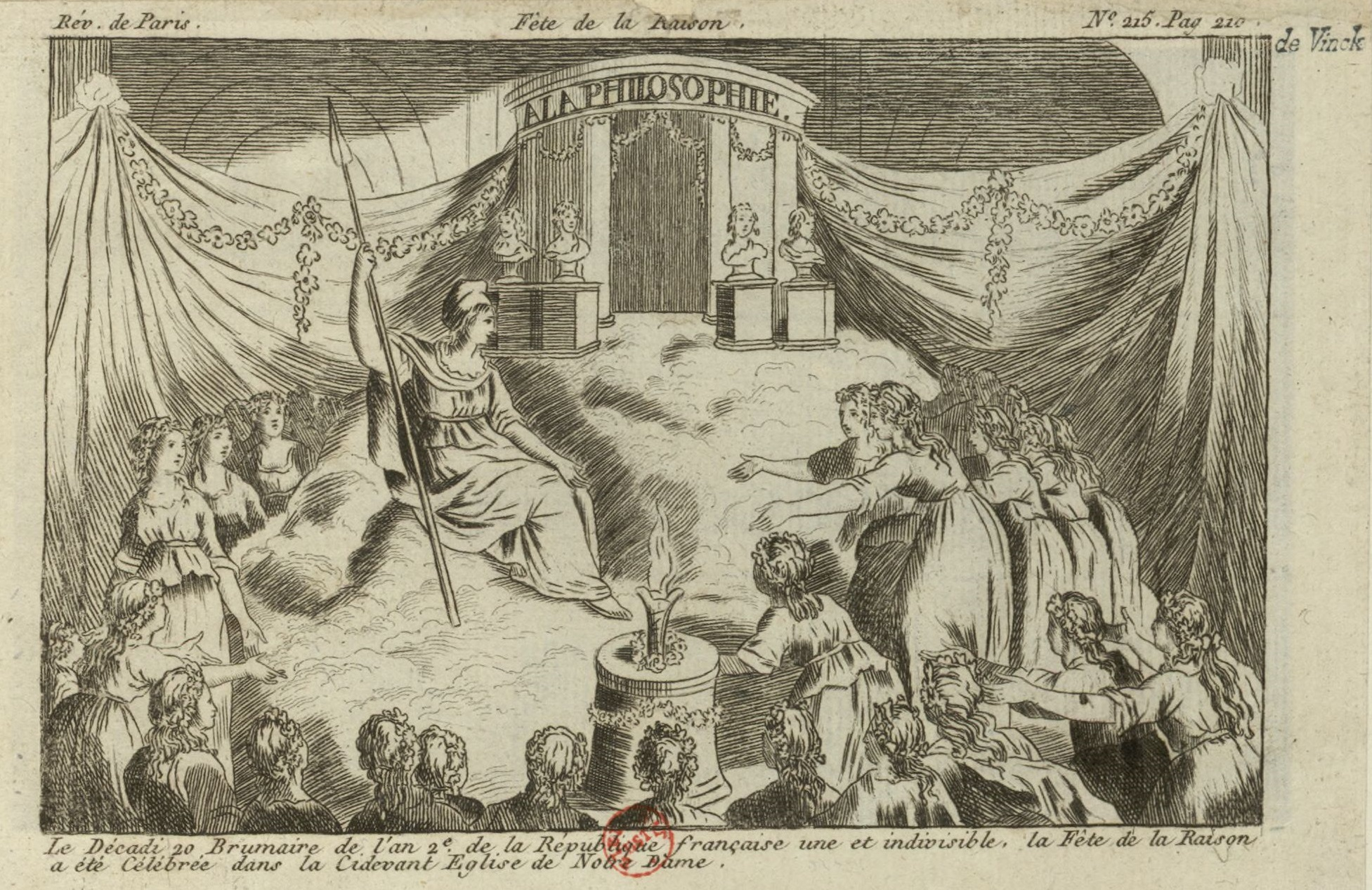
El culto de la «diosa Razón» durante la Revolución Francesa.

### Corrientes de pensamiento subyacentes
Desde su emancipación a partir de 1810, la Nación Argentina estuvo influida por dos corrientes de pensamiento distintas:

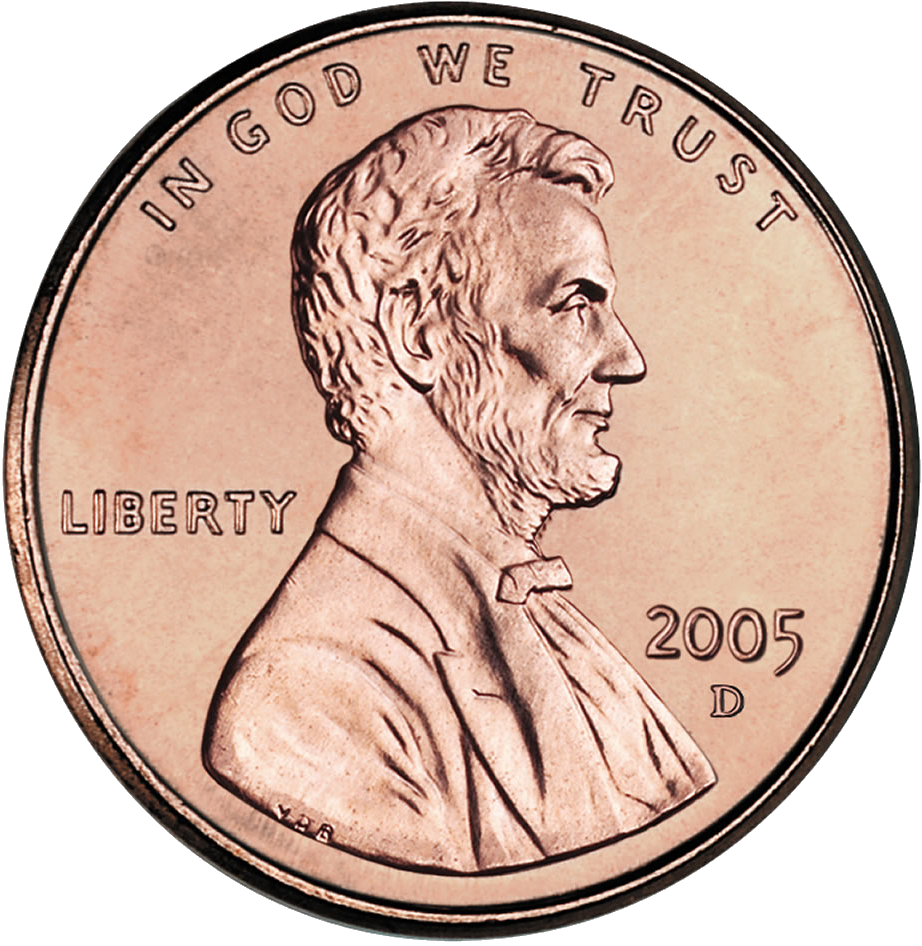
Moneda de EE. UU. con el lema "En Dios Confiamos"

1) La racionalista, laicista e iluminista de Voltaire, que sustentó la filosofía política de la Revolución Francesa y que influyó por ejemplo en el Dean Funes en Córdoba.
2) Otra anterior, de inspiración cristiana, influida por un lado por la doctrina del sacerdote jesuita Francisco Suárez ─de la Escuela de Salamanca─ que pregonó que «la autoridad es dada por Dios pero no al rey sino al pueblo», idea aprendida en la Universidad Mayor, Real y Pontificia de San Francisco Xavier de Chuquisaca por los principales patriotas que impulsaron la Revolución de Mayo, y por otro por el ejemplo de la Revolución Americana, que aunque tuvo otros orígenes su lema nacional es In God we trust, en inglés: «En Dios confiamos».
En los primeros tiempos de la Argentina Cornelio Saavedra, luego fray Cayetano Rodríguez, fray Francisco de Paula Castañeda, el Pbro. Pedro Ignacio de Castro Barros, el Gral. Manuel Belgrano, Esteban Agustín Gascón y Gregorio García de Tagle, entre otros, fueron grandes defensores del pensamiento católico y de la Iglesia contra el anticatolicismo de los grupos liderados primero por Mariano Moreno y Juan José Castelli, y después por el gobernante Bernardino Rivadavia, quien en 1822 entre otras medidas cerró varios conventos, se apoderó de todos los bienes que pertenecían a las órdenes religiosas e incautó los bienes propios del Santuario de Luján, de los de la Hermandad de Caridad del Hospital de Santa Catalina y otros.

### Primera Junta

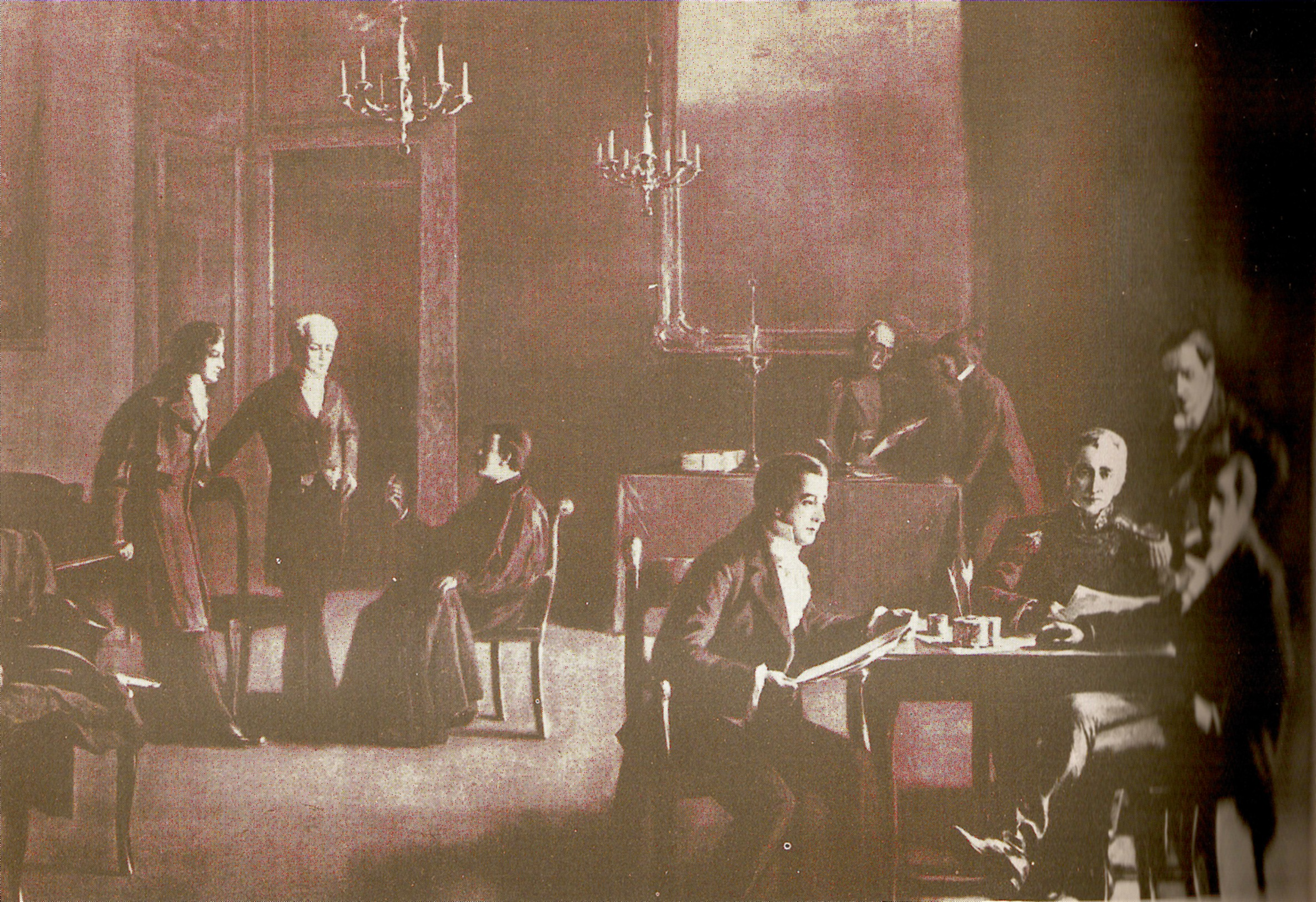
La Primera Junta.

La formación de la Junta marcó el comienzo del ejercicio del poder por parte de los criollos, aunque divididos entre monárquicos sinceros e independentistas. Estos últimos prefirieron ocultar sus intenciones bajo la llamada máscara de Fernando VII, ya que no creían que pudiera volver al trono en mucho tiempo; oficialmente, la autoridad del rey se consideraba suspendida por las circunstancias.
La Junta dictó su propio reglamento y envió una circular a las ciudades del interior solicitando la designación de representantes para incorporarlos a la Junta.
Las milicias fueron transformadas en regimientos regulares, lo cual dio origen al ejército de la revolución. El resto de la organización virreinal siguió intacta: Audiencia, gobernadores, intendentes y cabildos locales permanecieron en sus funciones. No obstante, un mes más tarde los miembros de la Audiencia y el virrey fueron arrestados y embarcados hacia España, y en el mes de octubre también los miembros del cabildo porteño fueron reemplazados por otros completamente adictos.
La propaganda política fue uno de los principales objetivos de la Junta, de modo que el secretario Moreno creó y utilizó generosamente la Gazeta de Buenos Ayres para ese fin. El mismo Moreno propuso un plan de operaciones para el gobierno, conocido sobre todo por sus propuestas de inspiración jacobina.
El primer acto de la diplomacia revolucionaria fue una misión de Matías Irigoyen a Gran Bretaña, potencia que dejaría en claro su política durante la siguiente década: ayudar a los revolucionarios y presionarlos para que se abstuvieran de declarar la independencia.

### Revolución y guerra
La mayor parte de las ciudades al sur de la Quebrada de Humahuaca reconocieron la autoridad de la Primera Junta, pero en la ciudad de Córdoba se formó un grupo contrarrevolucionario dirigido por el ex virrey Santiago de Liniers. Una expedición militar lo venció sin llegar a combatir y los líderes contrarrevolucionarios fueron fusilados.
En cambio, en el Alto Perú las autoridades rechazaron a la Junta y solicitaron la protección del virrey del Perú. También la ciudad de Montevideo se opuso a la revolución y sometió a su autoridad a toda la Banda Oriental del Río de la Plata. Imitando el gesto, la provincia del Paraguay rechazó a la Junta.

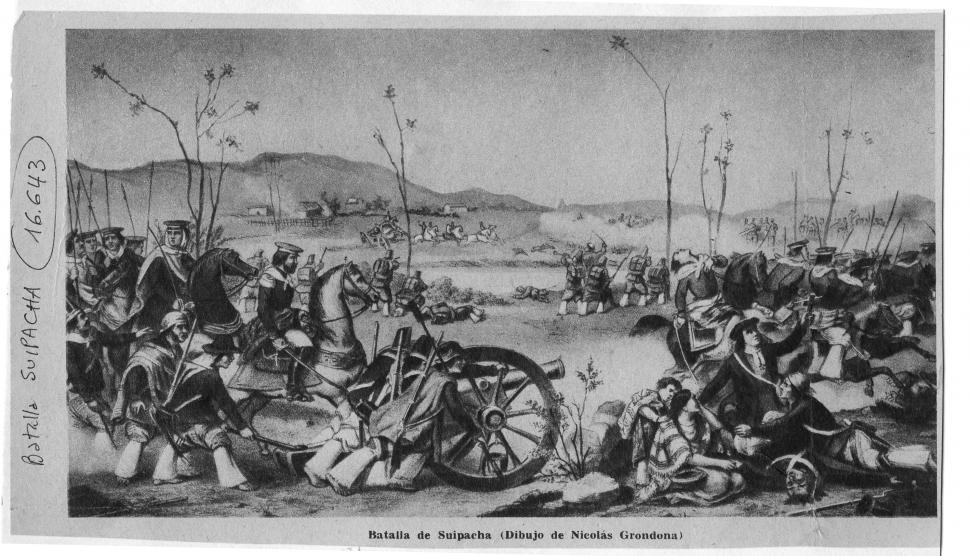
La batalla de Suipacha, primera victoria del Ejército Argentino.

La Junta decidió someter a las provincias que la rechazaban por la fuerza, y envió tres expediciones militares al interior: una al Alto Perú, una al Paraguay y una a la Banda Oriental.
La campaña al Alto Perú fue breve y exitosa, y la revolución obtuvo su primera victoria militar en la batalla de Suipacha, del 7 de noviembre de 1810, tras la cual los jefes realistas fueron ejecutados y todo el Alto Perú ocupado, con apoyo de la población local. La campaña al Paraguay, en cambio, fue un estrepitoso fracaso y toda la provincia fue abandonada de forma definitiva; en el mes de mayo de 1811, una revolución local organizó un gobierno paraguayo independiente tanto de España como de las Provincias Unidas. Por último, la campaña de la Banda Oriental se apoyó en una revuelta local acaudillada por José Artigas y logró dominar todo el territorio, con la única y peligrosa excepción de la ciudad de Montevideo, que fue sitiada. La única fuerza naval de que disponía la Junta fue destruida a principios de 1811.

### La Junta Grande

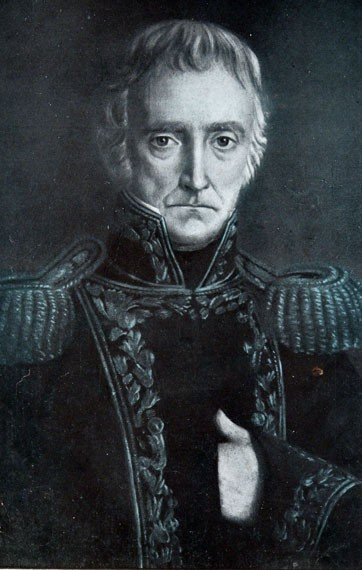
Cornelio Saavedra, presidente de la Primera Junta y de la Junta Grande.

A medida que la revolución se consolidaba, Mariano Moreno adoptaba medidas cada vez más radicales, frente a la creciente oposición del presidente Saavedra. Moreno impulsó crear un congreso legislativo con los diputados del interior que iban llegando, con lo cual dejó fuera del ejecutivo a los representantes del interior, algo que estos interpretaron como un atropello. A propuesta de Saavedra, la Junta y los diputados se reunieron para discutir la incorporación de estos a la Junta, de lo que surgió la creación de la posteriormente llamada Junta Grande. Moreno presentó su renuncia, pero fue enviado en una misión diplomática a Europa; moriría en alta mar.
Entre las medidas más importantes de la Junta Grande estuvo la creación de juntas de gobierno provinciales. Se iniciaron contactos con el gobierno independiente de Chile y con los Estados Unidos, con quienes las relaciones fueron esencialmente comerciales.
Los grupos partidarios de Moreno ─reunidos en la Sociedad Patriótica─ difundieron proclamas contrarias al gobierno, pero en el mes de abril una manifestación de las clases bajas de la población porteña llevó a la expulsión de los diputados morenistas. El mando político fue asumido por el nuevo secretario de gobierno, Joaquín Campana, quien llevó adelante medidas radicales tales como la persecución sistemática de los españoles peninsulares.
En el Alto Perú la situación parecía consolidada, pero el 20 de junio de 1811 el Ejército del Norte fue derrotado en la batalla de Huaqui. Los revolucionarios debieron retirarse hasta Jujuy.
Tampoco el sitio de Montevideo mostraba ningún avance; el 15 de julio la escuadra española bombardeó la costa de Buenos Aires y, aunque no causó daños materiales, el ataque y la noticia de Huaqui incitaron a la Junta a iniciar tratativas con el gobierno realista de Montevideo. Saavedra partió hacia Jujuy para hacerse cargo del Ejército del Norte; pocos días más tarde, el cabildo porteño forzó a la Junta a arrestar a Campana y a formar un poder ejecutivo de tres miembros, conservando para sí el legislativo.

## El Primer Triunvirato (1811-1812)
El nuevo gobierno asumió el 23 de septiembre de 1811, integrado por Feliciano Chiclana, Juan José Paso y Manuel de Sarratea, con Bernardino Rivadavia, José Julián Pérez y Nicolás Herrera como secretarios. Prefirió las soluciones diplomáticas a las bélicas, reforzó las menciones a la fidelidad a Fernando VII y postergó la declaración de la independencia. Cuando el general Belgrano creó una bandera nacional, le ordenó destruirla.
Inicialmente, la Junta Grande intentó ejercer como poder legislativo, pero tras la feroz represión del Motín de las Trenzas el Triunvirato la disolvió y asumió la totalidad del gobierno. Disolvió las Juntas de gobierno provinciales y nombró sus gobernadores de entre su círculo político, organizando un estado unitario y arbitrario: impuso una rígida censura y ordenó la persecución de sus enemigos. En julio de 1812 se descubrió una conspiración de españoles, que fue suprimida con el fusilamiento de más de treinta personas tras un juicio sumario e irregular, entre ellos Martín de Álzaga, héroe de las Invasiones Inglesas.
El nuevo gobierno firmó un armisticio con el gobierno de Montevideo y abandonó la Banda Oriental. Artigas rechazó el acuerdo y esto dio lugar a La Redota o Éxodo Oriental, donde gran parte de la población siguió a Artigas hasta el arroyo Ayuí, cerca de la actual ciudad de Concordia.  Desde donde intentó la defensa de su territorio. También se firmó un tratado con el gobierno revolucionario del Paraguay, que lentamente demostraría su intención de permanecer independiente tanto de España como de las Provincias Unidas.

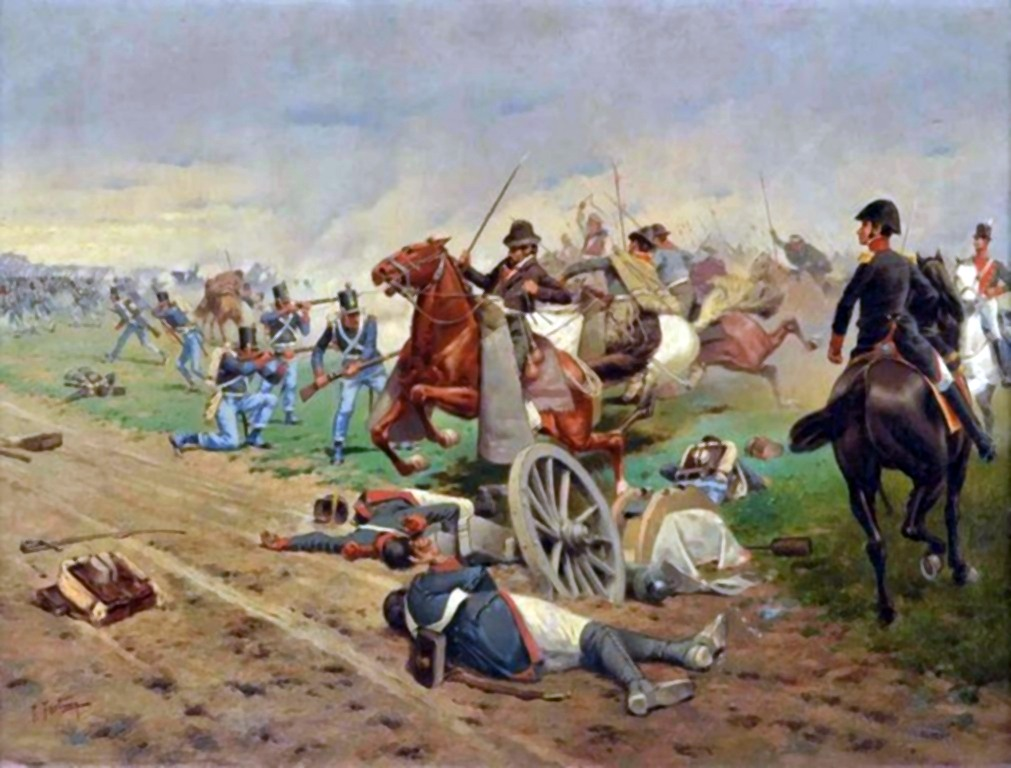
La batalla de Tucumán.

Tras conquistar las ciudades altoperuanas, un ejército realista invadió el norte de la actual Argentina; el Triunvirato ordenó al general Belgrano, jefe del Ejército del Norte, retirarse hasta Córdoba. Belgrano inició la maniobra con el llamado Éxodo Jujeño, pero fue persuadido por la población de San Miguel de Tucumán de presentar batalla. Desobedeciendo las órdenes recibidas, Belgrano obtuvo una importante victoria en la batalla de Tucumán —en opinión de muchos historiadores, la más importante de la guerra de independencia— y forzó a los invasores a retroceder.

## La época de la Asamblea (1812-1815)

### Segundo Triunvirato
La oposición se había nucleado en la logia Lautaro, una sociedad secreta presidida por Carlos María de Alvear, con objetivos claramente independentistas, opuesta a la política del gobierno.
La noticia de la victoria de Tucumán causó en Buenos Aires un enorme descrédito para el gobierno, que había ordenado la retirada hasta Córdoba. El 8 de octubre de 1812, un golpe de Estado protagonizado por el coronel José de San Martín derrocó al Triunvirato y lo reemplazó por el llamado Segundo Triunvirato, integrado por Nicolás Rodríguez Peña, Antonio Álvarez Jonte y Juan José Paso. El Segundo Triunvirato tuvo una actitud más decidida en la defensa militar: envió poderosos refuerzos tanto al Ejército del Norte como a las tropas estacionadas en la Banda Oriental. El 20 de octubre de 1812 el ejército patriota puso nuevamente sitio a Montevideo y once días más tarde obtuvieron la victoria del Cerrito. También envió una misión a las provincias del Interior, que cambió las autoridades de las ciudades y provincias, reemplazando a los funcionarios adictos al gobierno anterior o a facciones autonomistas locales por otros, adictos a la logia Lautaro.
La disposición más importante del Triunvirato fue la convocatoria a la Asamblea General Constituyente de 1813. La misma desarrolló una obra legislativa tendiente a reafirmar la soberanía del Estado: reemplazó el sello real y el escudo de armas por uno propio; aprobó el Himno Nacional Argentino y ordenó la acuñación de monedas con los símbolos del nuevo Estado. Prohibió el uso de tormentos, suprimió los títulos de nobleza, abolió el Tribunal de la Inquisición y declaró la libertad de vientres, por la que los hijos de esclavos pasaban a ser libres. Sancionó el Estatuto del Supremo Poder Ejecutivo en reemplazo del Estatuto Provisional de 1811.
Artigas, caudillo de la Banda Oriental que se había unido con sus fuerzas al sitio de Montevideo, organizó un congreso que envió seis diputados a la Asamblea, con instrucciones de sostener la independencia y la autonomía de los gobiernos provinciales, es decir, el federalismo. Pero los diputados fueron rechazados: formalmente por haber sido elegidos en forma irregular, pero en la práctica en rechazo de las Instrucciones. A principios del año siguiente esas desavenencias llevarían a las primeras guerras civiles argentinas.

### La guerra en 1813

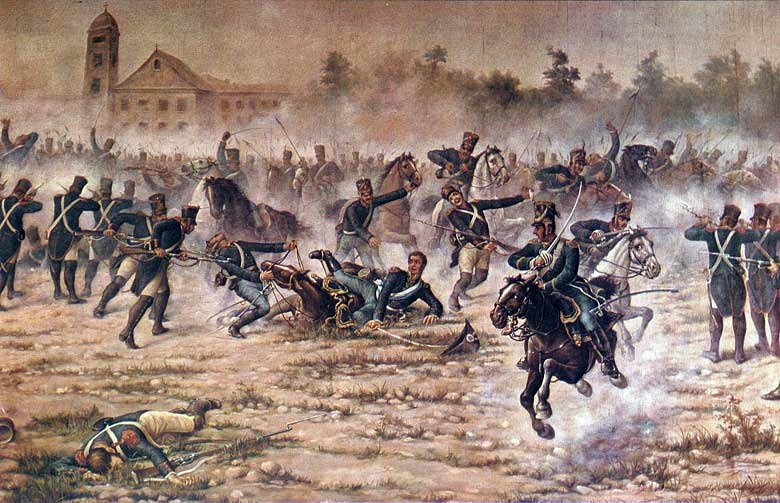
Combate de San Lorenzo, del 3 de febrero de 1813.

Montevideo resistió el sitio debido a su indiscutible superioridad naval, de modo que lanzó sucesivas campañas de saqueo sobre la costa de los ríos Uruguay y Paraná; cuando los Granaderos a Caballo del coronel San Martín los derrotó en el Combate de San Lorenzo, la ciudad quedó enteramente aislada.

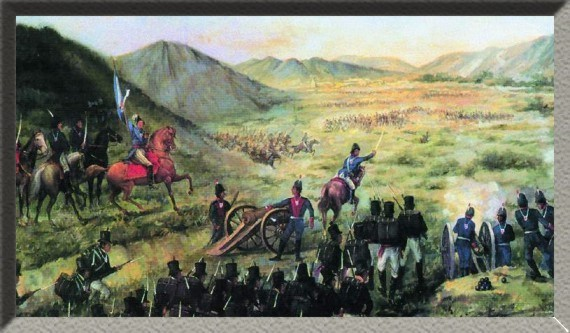
La batalla de Salta.

Tras jurar lealtad a la Bandera a orillas del río Juramento, el Ejército del Norte a órdenes de Belgrano obtuvo una completa victoria en la batalla de Salta el 20 de febrero de 1813. Todo el ejército enemigo cayó en manos patriotas, aunque Belgrano —imposibilitado de controlar 3200 prisioneros— los puso en libertad a cambio del juramento de no volver a tomar las armas.
Poco después, el Ejército del Norte inició la segunda expedición auxiliadora al Alto Perú y logró controlar Potosí y Chuquisaca. Pero el nuevo jefe realista, Joaquín de la Pezuela, lo derrotó en octubre en Vilcapugio y en noviembre en Ayohúma. De modo que Belgrano se vio obligado a retirarse hasta Salta, donde entregó el mando del Ejército del Norte a su nuevo comandante, José de San Martín, en enero de 1814.
Debido al rechazo porteño a la autonomía oriental, el 20 de enero de 1814 Artigas abandonó el sitio de Montevideo, seguido por gran cantidad de tropas.

### Directorio de Posadas

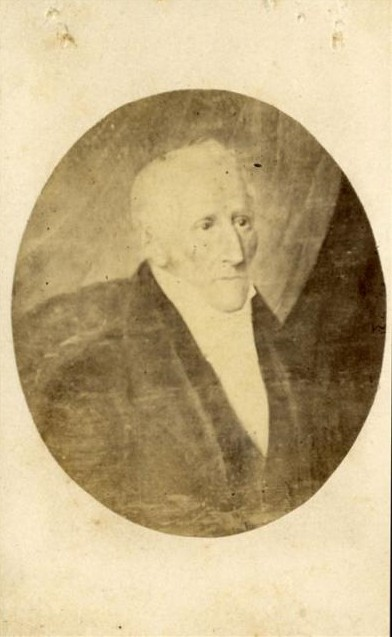
Gervasio Antonio de Posadas, primer Director Supremo de las Provincias Unidas del Río de la Plata.

Acuciada por la derrota en el Alto Perú y las disidencias en el Litoral, la Asamblea decidió crear un ejecutivo unipersonal con el nombre de Director Supremo de las Provincias Unidas del Río de la Plata y nombró a Gervasio Antonio de Posadas para ese cargo.

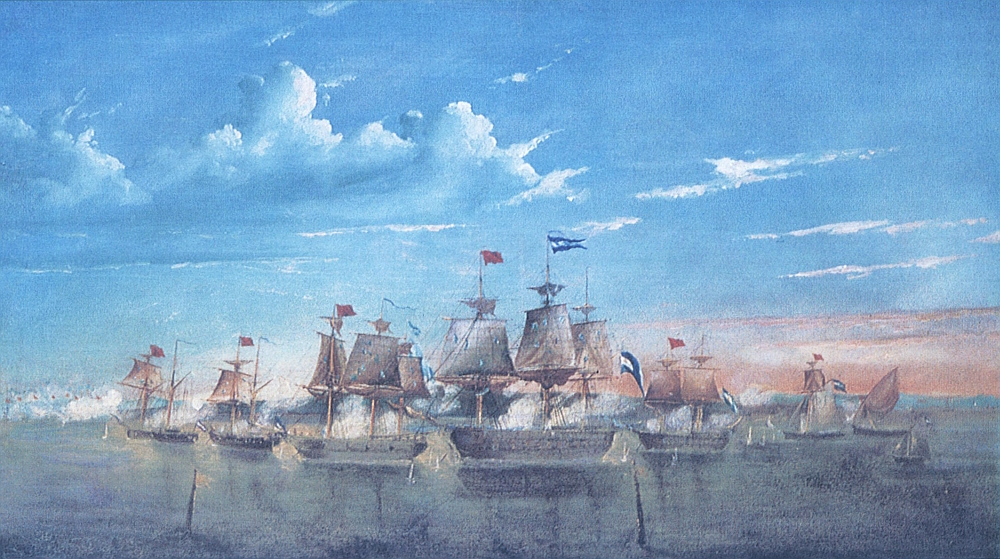
A partir del Combate de Martín García (1814) se revirtió la superioridad naval española en el Río de la Plata.

Para evitar que sirviera como puerto de llegada de fuerzas reconquistadoras españolas, en marzo una escuadra patriota al mando del irlandés Guillermo Brown atacó y derrotó a los realistas en el Combate de Martín García y el 17 de mayo los venció nuevamente en el Combate naval del Buceo; destruyó la escuadra realista y completó el cerco sobre Montevideo. Posadas envió mil quinientos hombres al sitio de Montevideo al mando de Alvear, quien inició las negociaciones para la entrega pacífica de la plaza, pero el 23 de mayo Alvear rompió el acuerdo y ocupó Montevideo sin resistencia. Se apoderó de gran cantidad de tropas y armamento. Una gran expedición de 10 600 hombres, que había sido preparada para retomar el Río de la Plata, debió ser desviada hacia Venezuela.
En el frente norte, el ejército realista comenzó su avance hacia el sur y ocupó Jujuy y Salta, mientras San Martín reorganizaba su ejército en San Miguel de Tucumán. La defensa de Salta quedó a cargo de los gauchos de Güemes; la guerra gaucha fue irregular y netamente defensiva, pero desgastó a los invasores al punto de impedirles continuar su avance. A espaldas del avance realista, los jefes locales de las «republiquetas» lograron una victoria en la batalla de La Florida y controlaron Santa Cruz de la Sierra y Cochabamba.
Por razones de salud —y convencido de la imposibilidad de derrotar decisivamente a los realistas en el Alto Perú—, a mediados de ese año San Martín renunció al mando del Ejército del Norte. En su lugar, Posadas envió a Rondeau, quien llevó consigo las fuerzas que habían participado en el sitio y parte de las rendidas de Montevideo. A mediados de 1814 estalló la Rebelión del Cuzco, que se extendió desde esa ciudad a muchas provincias vecinas, ocupando Ayacucho, Arequipa y La Paz. En el mes de agosto, el ejército realista retrocedió hacia el Alto Perú; el Ejército del Norte no supo aprovechar la oportunidad.
La situación con España empeoró con el regreso de Fernando VII al trono español, por su actitud intransigente en contra de la independencia de las colonias del Imperio español y la restauración del absolutismo. La logia Lautaro se dividió ante la nueva situación: la mayoría, dirigida por Alvear, sostenía la necesidad de negociar con Fernando VII. San Martín lideraba la otra posición, que proponía declarar la independencia, reorganizar el ejército y combatir a los españoles.
Artigas se había retirado del sitio para dirigir la resistencia contra la concentración del poder en manos del Directorio. Ya desde la época del Éxodo Oriental había tenido roces con los representantes del poder central, y su prestigio como caudillo se había extendido a la provincia de Entre Ríos y las vecinas Corrientes y Santa Fe. Pocos días después del retiro de Artigas, las poblaciones del interior entrerriano expulsaron a las fuerzas nacionales en el combate de El Espinillo, y una revuelta llevó al poder a los federales en Corrientes.

### Directorio de Alvear

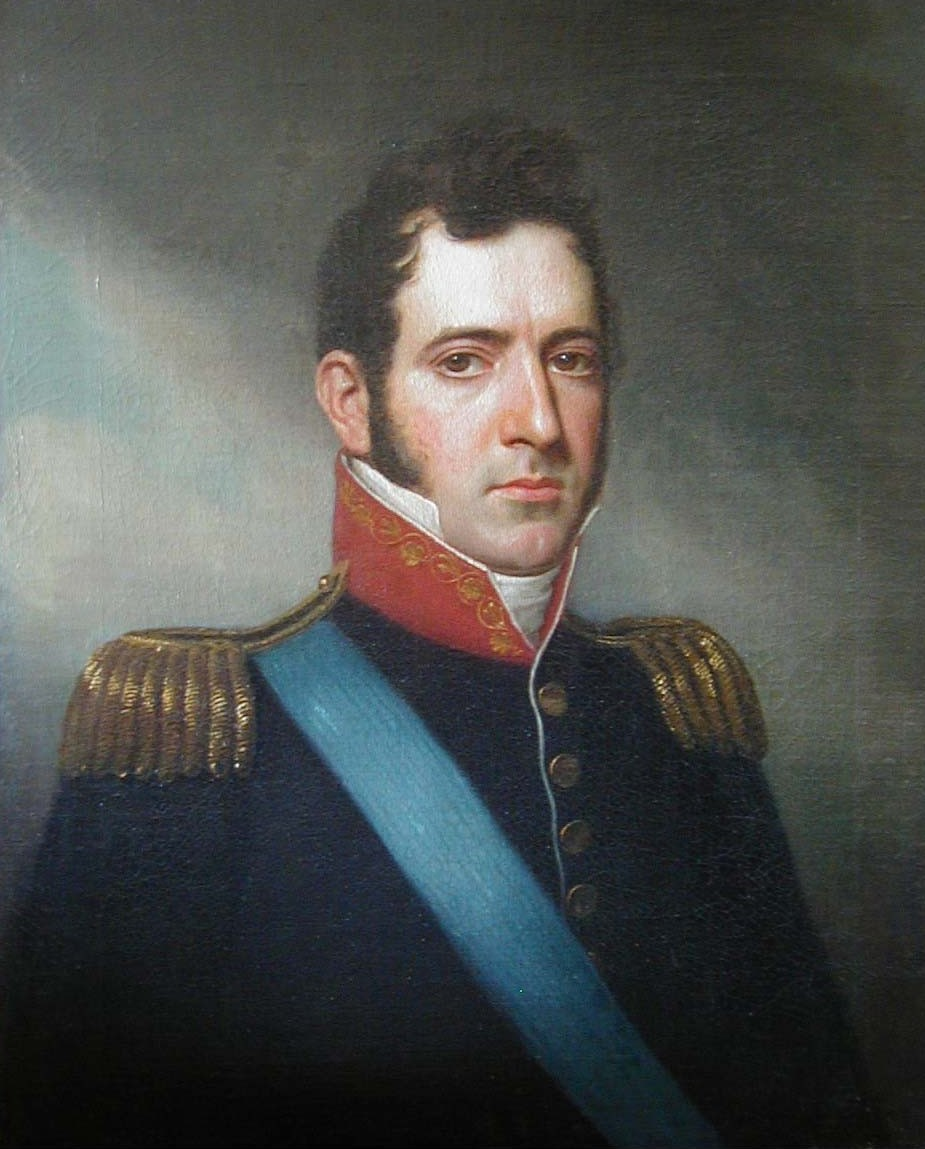
Carlos María de Alvear.

A fines de 1814, Posadas nombró a Alvear comandante del Ejército del Norte en reemplazo de Rondeau, pero la oficialidad se sublevó y sostuvo en su puesto a Rondeau, lo que causó la renuncia de Posadas. Alvear regresó a la capital y logró que la Asamblea lo nombrara Director Supremo. El breve período de su gobierno se caracterizó por el despotismo: impidió que la Asamblea se volviera a reunir y dispuso la pena de muerte para quien formulase críticas a su gobierno.
El Ejército del Norte desconoció completamente su autoridad. Alvear envió a Manuel José García en misión secreta a solicitar un protectorado británico; pese a que la misión derivó en un pedido de ayuda, se había renunciado a toda ambición independentista.
Gran parte de la Banda Oriental era controlada por Artigas, quien en enero de 1815 obtuvo una completa victoria en la batalla de Guayabos. Alvear entregó Montevideo a los federales, pero siguió negándose a negociar con ellos. En marzo estallaron dos revoluciones federales, una en Santa Fe —donde asumió el gobierno al estanciero Francisco Candioti— y otra en Córdoba, donde fue José Javier Díaz nombrado gobernador.
En respuesta, Alvear envió a un ejército a ocupar Santa Fe pero este se sublevó, exigiendo la renuncia del director y el fin de la guerra civil. También en Buenos Aires hubo una revuelta, durante la cual el cabildo declaró disuelta la Asamblea y ordenó a Alvear entregar el mando quien se exilió en Río de Janeiro. Electores nombrados por los vecinos de Buenos Aires y su Cabildo designaron a Rondeau director supremo; como era el jefe del Ejército del Norte, lo reemplazó interinamente Ignacio Álvarez Thomas.

## La época del Congreso (1815-1820)
La revolución volvió a tomar el camino hacia la Independencia; como símbolo del cambio de gobierno, pocos días después de la caída de Alvear fue enarbolada por primera vez en el Fuerte de Buenos Aires la Bandera Nacional, desplazando así a la española.
Para evitar una nueva dictadura, el Cabildo de Buenos Aires estableció una Junta de Observación que ejerciera el Poder Legislativo y fiscalizara al Ejecutivo. La Junta sancionó un Estatuto Provisional de Gobierno, en el cual también se convocaba a un congreso en San Miguel de Tucumán para sancionar una constitución.

### La Liga de los Pueblos Libres

Las Provincias Unidas del Río de la Plata en 1816: en rojo, la Liga de los Pueblos Libres.

En junio de 1815, las provincias federales organizaron el llamado Congreso de Oriente en Arroyo de la China; pero la esperanza de negociar con Álvarez Thomas se vio rápidamente defraudada, cuando este envió un ejército que invadió Santa Fe y nombró un gobernador adicto. Dos breves insurrecciones en Santiago del Estero fueron fácilmente dominadas y castigadas con la ejecución de su líder, Juan Francisco Borges.
En marzo de 1816, los federales expulsaron a los directoriales de Santa Fe; una nueva expedición hacia esa ciudad, al mando de Belgrano, terminó con el Pacto de Santo Tomé, de abril de 1816, por el que se disponía el desplazamiento de Belgrano y Álvarez Thomas; este renunció y fue reemplazado por Antonio González Balcarce. Como el Congreso se negaría a reconocer la validez del Pacto de Santo Tomé y la autonomía de las provincias federales, estas no enviaron diputados a unirse al mismo.

### A la defensiva
A comienzos de 1813, una expedición enviada desde el Perú había logrado controlar el sur de Chile. El gobierno rioplatense envió a ese país un Batallón de Auxiliares Argentinos, pero los independentistas fueron derrotados en la batalla de Rancagua, de octubre de 1814, y centenares de civiles y militares huyeron a Mendoza.
Al año siguiente, el Ejército del Norte —al mando de Rondeau— inició la tercera expedición auxiliadora al Alto Perú, que logró reincorporar a las Provincias Unidas Potosí, Chuquisaca, Cochabamba y Santa Cruz de la Sierra, mientras las zonas rurales eran controladas por las Republiquetas. Pero, a sus espaldas, Güemes se rebeló y se hizo nombrar gobernador de Salta. Y ya los rebeldes cuzqueños habían sido derrotados, de modo que debió enfrentar al Ejército Real del Perú en pleno, que lo derrotó en la batalla de Sipe Sipe. El ejército se retiró nuevamente a Jujuy, donde enfrentó a Güemes, pero fue obligado a pactar un acuerdo pacífico con él, y el Congreso de Tucumán le ordenó retirarse a Tucumán y encomendó a Güemes la defensa de la frontera norte. El caudillo norteño se transformó en un aliado del gobierno central, y cuando el general Belgrano volvió a asumir el mando del Ejército del Norte, este funcionó como auxiliar de las fuerzas de Güemes, fue parcialmente desmantelado en beneficio del ejército que se organizaba para liberar a Chile y utilizado para intentar someter a los federales del interior y del litoral. Durante el año 1816, las Republiquetas fueron derrotadas una a una.
En cuanto a España, la situación seguía empeorando, y Fernando VII continuó enviando ejércitos a América, como el que derrotó a Venezuela y Colombia en 1815. La acción del papa Pío VII, que lanzó la encíclica legitimista de 1816, con la cual bendecía las acciones represivas de los realistas en España, respaldaba su actitud agresiva. No obstante, ninguna expedición partió directamente hacia el Río de la Plata. La única que se preparó para ese destino debió ser suspendida repetidas veces, ante las epidemias que diezmaron y debilitaron a sus tropas.

### El Congreso y la Declaración de la Independencia

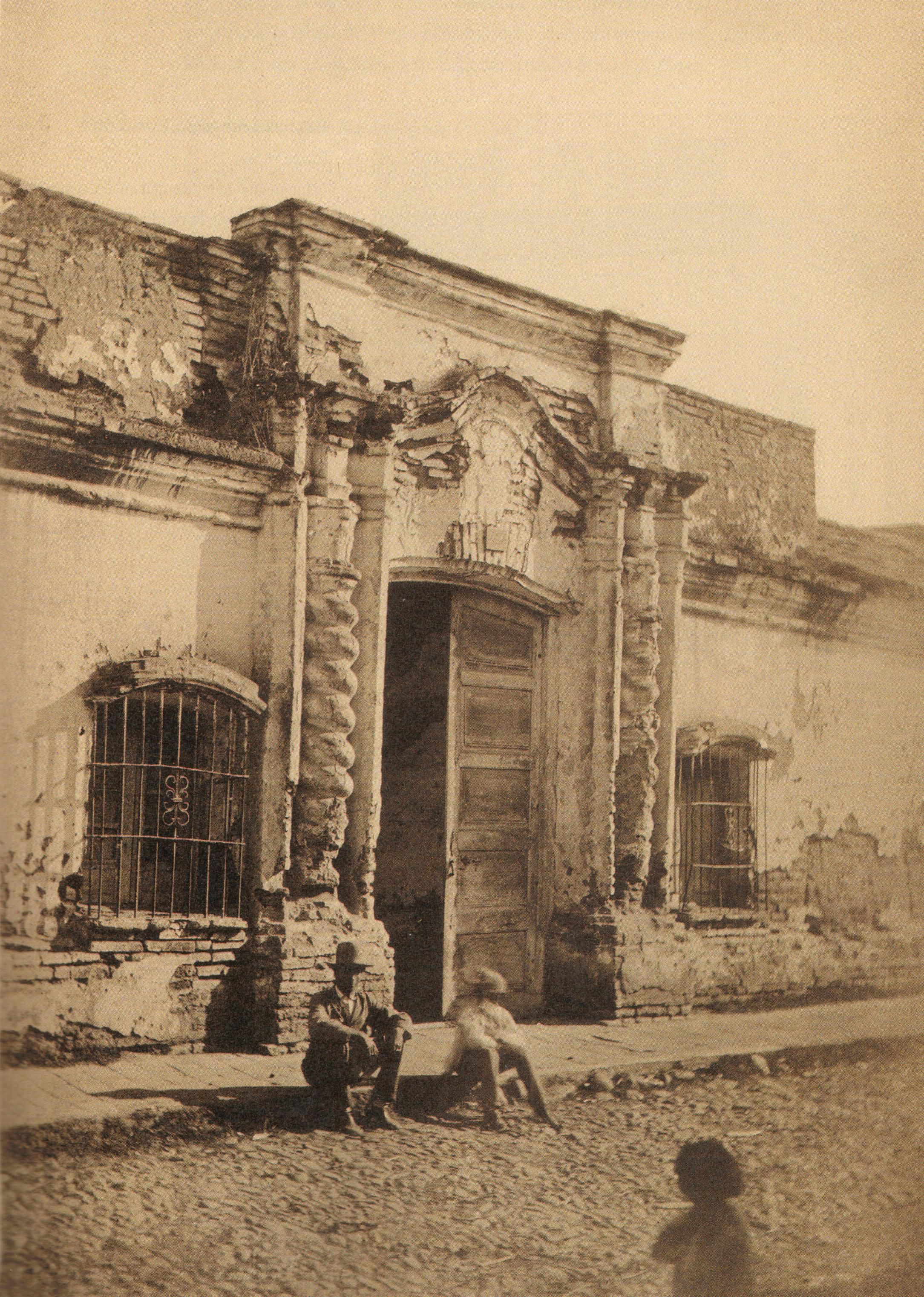
La Casa de Tucumán, donde se declaró la independencia.

El Congreso de Tucumán inició sus sesiones el 24 de marzo de 1816, con representantes de las provincias que admitían la autoridad del Directorio, pero no estaban las de la Liga Federal —con excepción de Córdoba— ni las ocupadas por los realistas. Un mes más tarde, el Congreso eligió nuevo Director del Estado para reemplazar a Álvarez Thomas, nombrando al general Juan Martín de Pueyrredón, que poco después se trasladó a Buenos Aires.
El 9 de julio de 1816, el Congreso aprobó la Declaración de la Independencia de las Provincias Unidas, que en el acta respectiva eran llamadas Provincias Unidas en Sud América:

Nos los representantes de las Provincias Unidas en Sud América, reunidos en congreso general, invocando al Eterno que preside el universo, en nombre y por la autoridad de los pueblos que representamos, protestando al Cielo, a las naciones y hombres todos del globo la justicia que regla nuestros votos: declaramos solemnemente a la faz de la tierra, que es voluntad unánime e indubitable de estas Provincias romper los violentos vínculos que los ligaban a los reyes de España, recuperar los derechos de que fueron despojados, e investirse del alto carácter de una nación libre e independiente del rey Fernando séptimo, sus sucesores y metrópoli. (...)...y de toda otra dominación extranjera.

Durante el resto del mes de julio se continuó discutiendo la forma de gobierno, mostrándose la mayoría favorable a una monarquía constitucional, aunque la oposición de los diputados de Buenos Aires y de Cuyo bloqueó cualquier pronunciamiento en ese sentido. El 25 de julio se oficializó la Bandera de la Argentina, creada cuatro años antes por Belgrano.
A principios de 1817, al producirse una nueva invasión realista a Salta, el Congreso decidió alejarse del peligro trasladándose a Buenos Aires. La medida también obedecía a la intención del Directorio de controlar la actuación del Congreso. En Buenos Aires, el Congreso discutió el texto de una constitución, negoció amistosamente con la Corona portuguesa la invasión a la Banda Oriental y buscó en Europa un príncipe para coronarlo Rey del Río de la Plata.

### Directorio de Pueyrredón

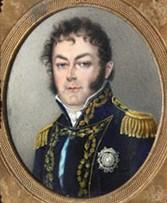
Juan Martín de Pueyrredón.

Antes de marchar a Buenos Aires, Pueyrredón se detuvo en Córdoba a discutir con el general San Martín su plan continental para liberar Chile y Perú, comprometiendo todo su apoyo.
Instalado en Buenos Aires, enfrentó a la oposición porteña, formada por un incipiente grupo federal dirigido por Manuel Dorrego, Miguel Estanislao Soler y Pedro José Agrelo: envió a Soler al frente de guerra y deportó a Dorrego, que se refugió en los Estados Unidos.
Todos los esfuerzos militares del gobierno de Pueyrredón estuvieron orientados a dos objetivos centrales: aplastar la resistencia de los federales y sostener los esfuerzos de San Martín en su campaña a Chile. El frente norte fue prácticamente abandonado y el Ejército del Norte fue destinado a someter las rebeliones federales. El gobierno federal cordobés fue depuesto, aunque la resistencia de caudillos menores en la provincia continuó por tres años más.

### Campaña Libertadora a Chile

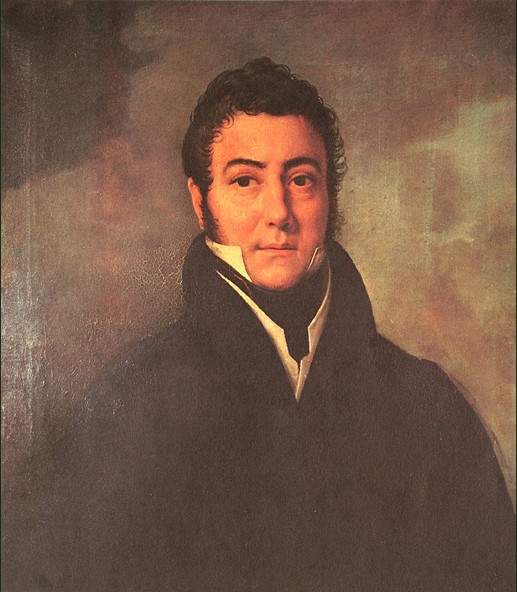
El general José de San Martín.

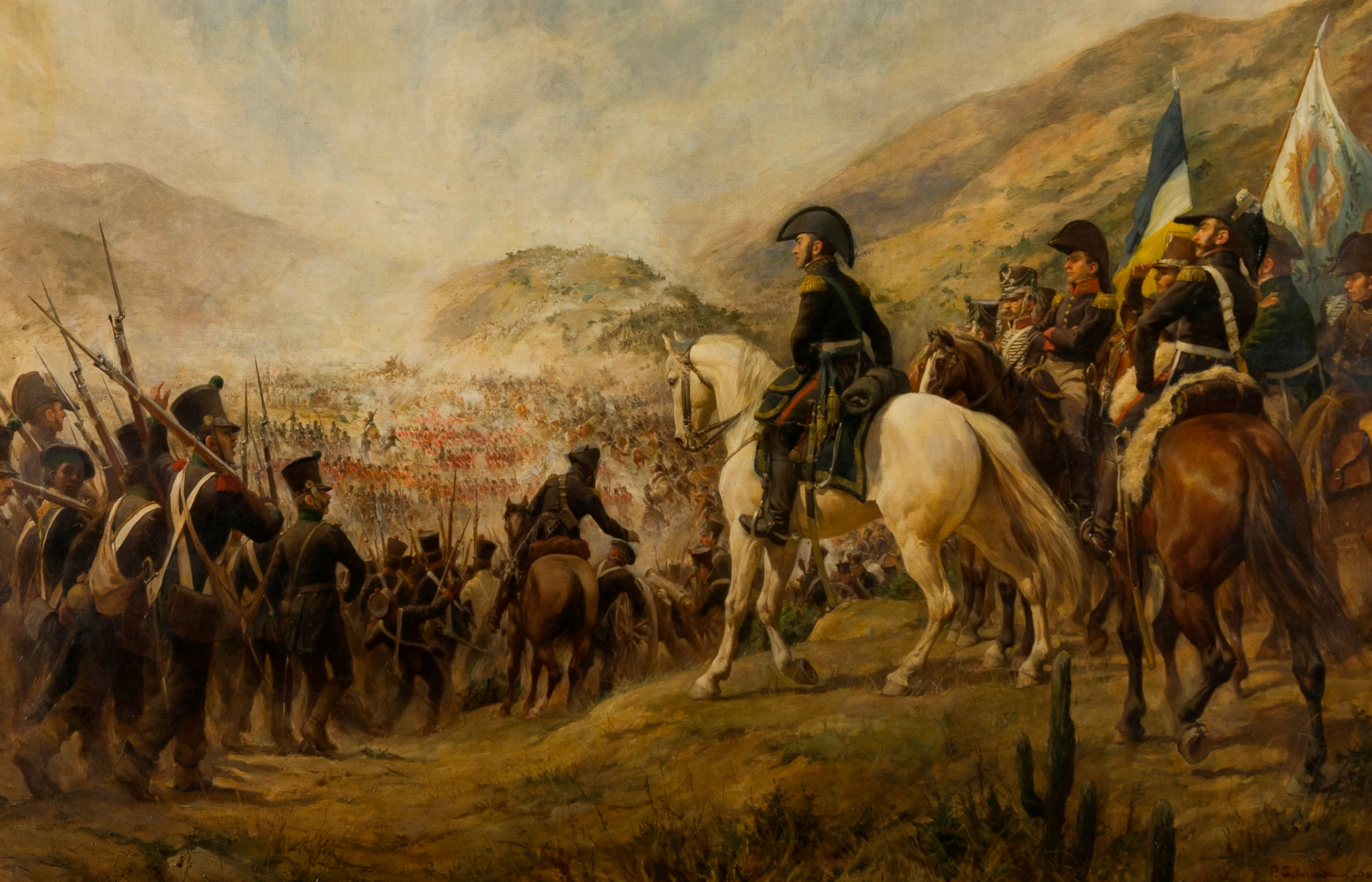
La batalla de Chacabuco, según el óleo de Pedro Subercaseaux.

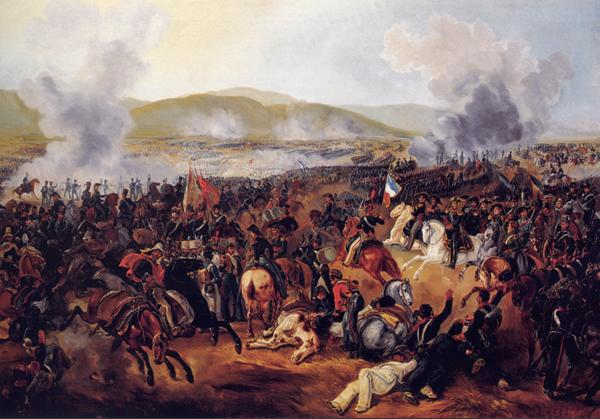
La batalla de Maipú, según Mauricio Rugendas.

Durante su paso por el Ejército del Norte, San Martín había llegado a la conclusión de que era imposible derrotar a los realistas en el Alto Perú mientras éstos controlaran el Perú, de modo que ideó llegar a Lima por mar, partiendo desde Chile. Es por ello que se hizo nombrar gobernador de la Intendencia de Cuyo. Considerando esencial la declaración de la independencia para reforzar los sentimientos patrióticos de los rioplatenses y solicitar ayuda extranjera, apoyó la formación del Congreso de Tucumán y presionó por la declaración de la independencia.
La caída de Chile obligó a San Martín a liberar primero ese país: con las tropas chilenas salvadas del desastre, los Auxiliares Argentinos, algunos batallones enviados desde Buenos Aires, fuerzas provenientes del Ejército del Norte, y gran cantidad de voluntarios y esclavos cuyanos, San Martín creó el Ejército de los Andes. El armamento y las herramientas del Ejército fueron fabricadas por Fray Luis Beltrán.
El Cruce de los Andes se inició en enero de 1817, con 5350 hombres de armas —más mil doscientos milicianos auxiliares— dividido en seis columnas, dos de las cuales se dirigían sobre Santiago de Chile. Estas lograron una completa victoria el 12 de febrero en la batalla de Chacabuco, que le permitió ocupar Santiago; el general Bernardo O'Higgins fue nombrado «Director Supremo del Estado de Chile», y San Martín comandante del «Ejército Unido Libertador de Chile».
El Ejército Unido marchó hacia el sur y capturó todas las ciudades de la región, con excepción de Talcahuano, que fue sitiada por tierra; poco después de que los sitiados recibieran un poderoso refuerzo desde el Perú, un intento de asalto a Talcahuano terminó en un desastre. El Ejército Unido fue derrotado en Cancha Rayada y se retiró hacia Santiago, pero quince días más tarde estaba nuevamente listo para combatir, y el 5 de abril de 1818 obtuvo la victoria definitiva en la batalla de Maipú. Varias guerrillas realistas continuarían resistiendo durante varios años, pero la independencia chilena estaba asegurada.

### La diplomacia directorial y los proyectos monárquicos
Para legitimarse frente a la opinión pública y las naciones extranjeras, los primeros gobiernos de la Revolución se vieron favorecidos por la ausencia del rey del trono español. Regresado Fernando VII a Madrid, el lenguaje y los métodos de los enviados diplomáticos debieron cambiar radicalmente: Manuel de Sarratea felicitó a Fernando por su regreso al trono, y Belgrano y Rivadavia pretendieron negociar con el rey la autonomía rioplatense. Tras fracasar en esa misión, buscaron un príncipe de alguna casa reinante en Europa para coronarlo rey del Río de la Plata. Así fue que propusieron la coronación del infante Francisco de Paula de Borbón, hermano de Fernando.
Ya instalado el Congreso de Tucumán, el mismo Belgrano propuso la coronación de un rey de ascendencia incaica para las Provincias Unidas en Sud América, que aparentemente incluirían también a Chile y el Perú. Posteriormente se proyectó su enlace matrimonial con la Casa de Braganza, cuyos miembros residían en Río de Janeiro. El proyecto original fue rechazado principalmente por razones racistas y su derivación bragantina fue rechazada por Juan VI de Portugal.
Una vez instalado el Congreso en Buenos Aires, ya bajo la influencia de Pueyrredón, este envió varias misiones a Europa para negociar la coronación de otros candidatos, entre los cuales se consideraron las opciones del futuro rey Luis Felipe I de Francia y del Príncipe de Luca.

### Invasión portuguesa a la Banda Oriental y nuevas guerras civiles

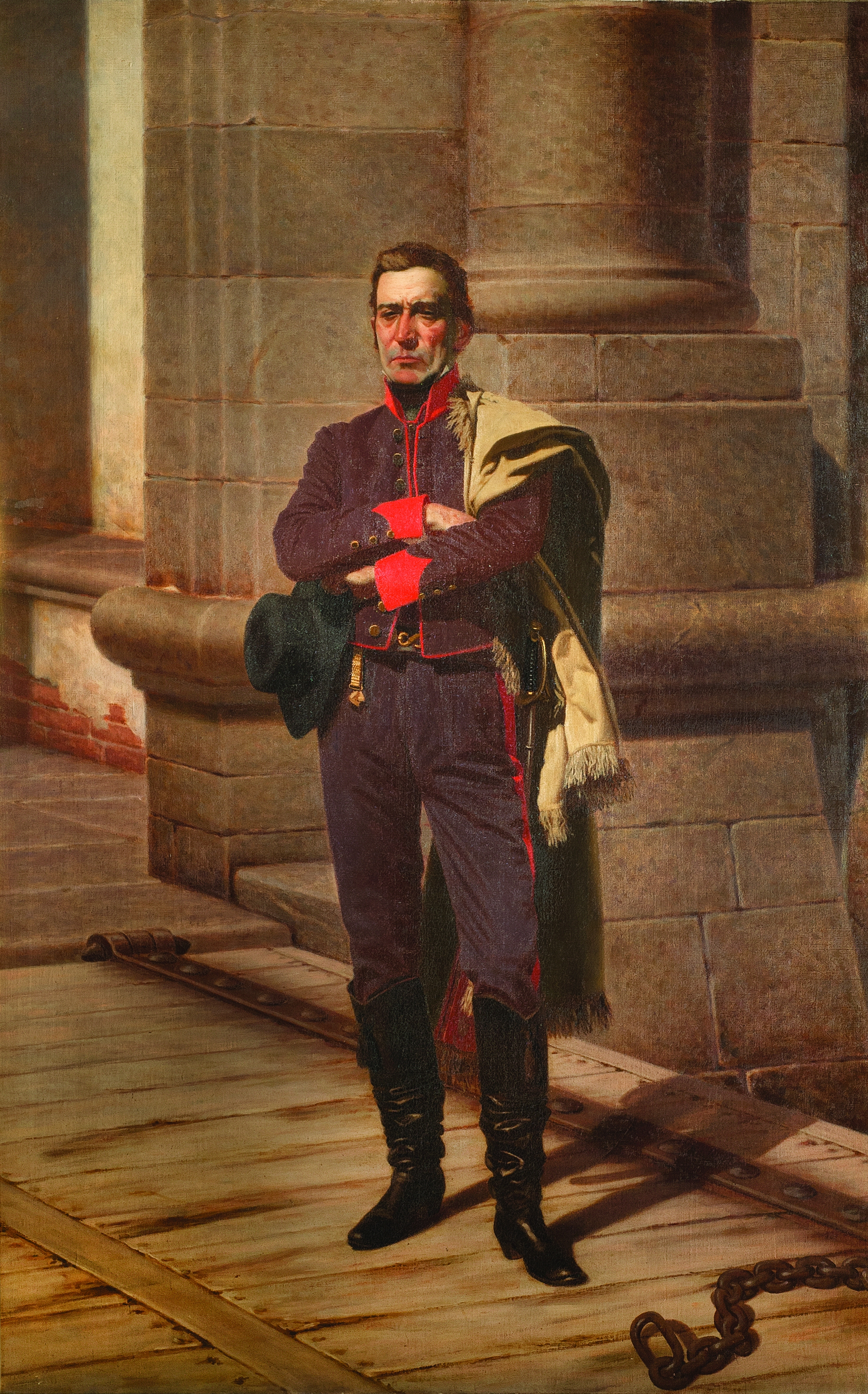
Artigas en la Ciudadela, óleo de Juan Manuel Blanes.

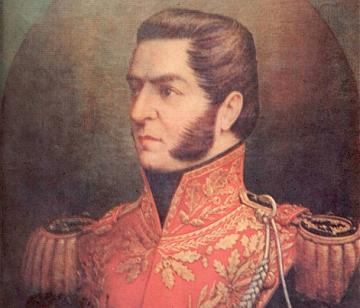
El caudillo entrerriano Francisco Ramírez.

En la Banda Oriental, Artigas pudo llevar adelante un gobierno progresista y democrático. Hizo profundas reformas sociales y repartió entre los pobres las tierras de los realistas emigrados. Pero en agosto de 1816 el rey de Portugal inició la invasión Luso-Brasileña a la Provincia Oriental. Pueyrredón no hizo nada por defender a la provincia invadida, y llegó a pactar con el jefe invasor. En enero de 1817, los portugueses lograron capturar Montevideo, aunque Artigas y sus fuerzas resistieron aún tres años más en el interior de la provincia.
Pueyrredón ofreció a Artigas una ayuda considerable a cambio de que este aceptara el sistema unitario y sometiera a su provincia a la autoridad del Directorio. Ante la negativa del caudillo federal, la ayuda nunca fue entregada. Además utilizó la invasión portuguesa para intentar doblegar a los federales de las provincias del Litoral: a principios de 1817, lanzó una cuarta invasión sobre Santa Fe, que alcanzó a ocupar la ciudad durante veinticinco días antes de ser expulsada. También envió varias expediciones a Entre Ríos, con el apoyo de caudillos menores, pero estos fueron derrotados por el caudillo local Francisco Ramírez, quien desde entonces ejerció como gobernador de Entre Ríos al frente de unas montoneras disciplinadas y eficaces. También en Corrientes hubo intentos de restauración directorial, que fueron vencidos por el cacique guaraní Andrés Guazurary, ahijado de Artigas.
En Santa Fe, el gobernador Vera fue derrocado y el jefe de las milicias rurales, Estanislao López, fue nombrado gobernador. A fines de 1818, Pueyrredón envió a Santa Fe un ejército de cinco mil hombres, que saqueó gran parte de la provincia e incendió Rosario. Simultáneamente, una columna del Ejército del Norte al mando de Juan Bautista Bustos avanzó para tomar entre dos fuegos a López, pero este logró vencer a ambos ejércitos. Una nueva doble invasión, a comienzos de 1819, tuvo el mismo destino.

### Cepeda: la disolución del gobierno nacional

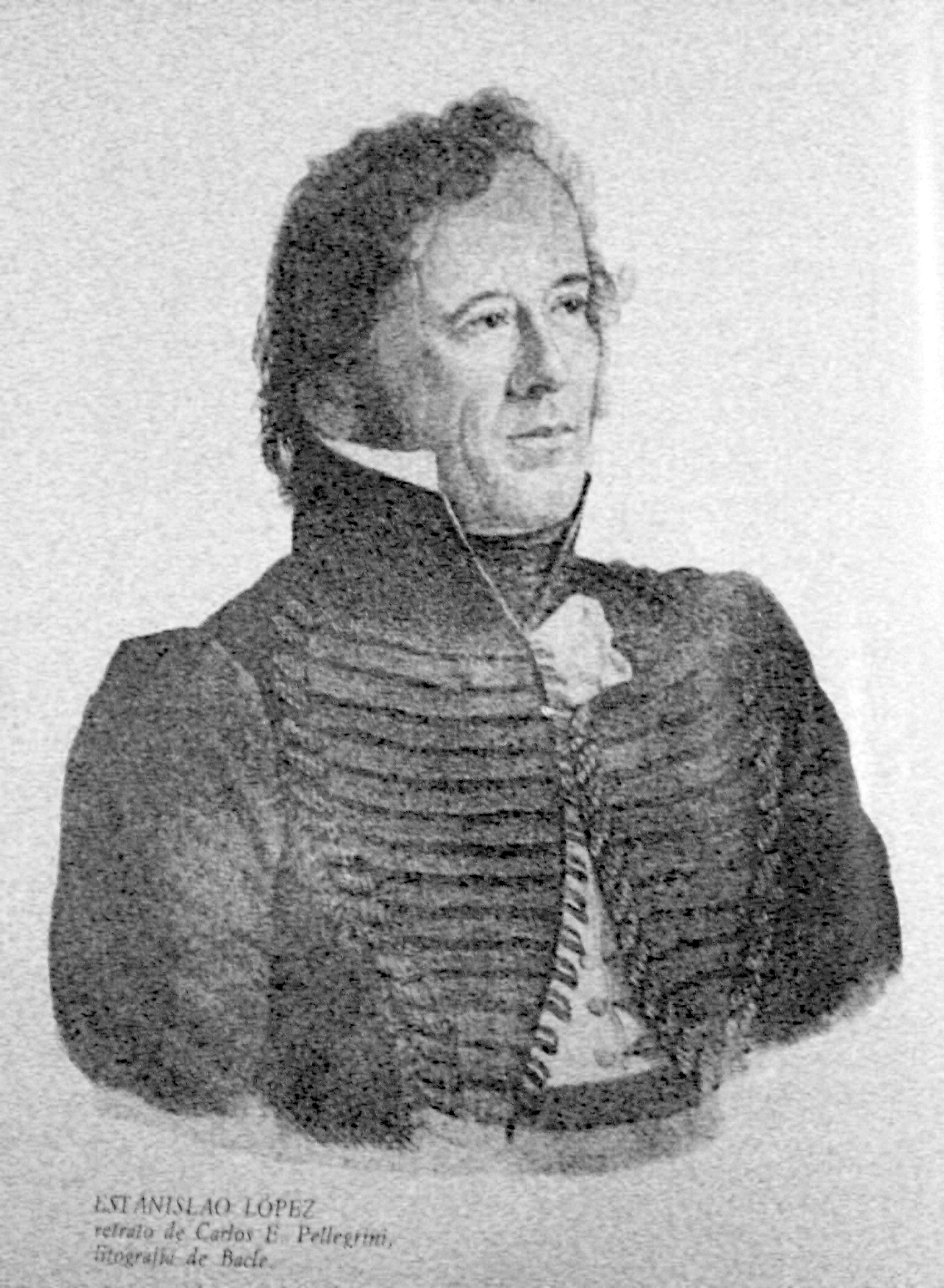
Estanislao López, gobernador de Santa Fe y vencedor en la Batalla de Cepeda (1820).

En mayo de 1819 el Congreso sancionó una constitución de tipo unitaria que fue rechazada por las provincias federales e ignorada en la mayor parte de las demás. Un mes más tarde Pueyrredón renunció al cargo de Director Supremo.
En su lugar fue nombrado José Rondeau, quien continuó la política de su antecesor, abandonando por completo la Guerra por la Independencia; Artigas, acorralado en la Banda Oriental, exigía a sus subordinados del Litoral atacar a Buenos Aires, para reemplazar al Directorio por autoridades dispuestas a combatir a los portugueses. La guerra civil se reanudó en octubre, cuando fuerzas santafesinas saquearon las estancias del norte de Buenos Aires para reponer el ganado saqueado anteriormente en Santa Fe. Rondeau llamó en su ayuda a los ejércitos del Norte y de los Andes. San Martín rechazó la orden y trasladó casi todas sus fuerzas a Chile, para organizar la campaña al Perú; Belgrano ordenó la marcha del Ejército del Norte hacia Buenos Aires, aunque delegó el mando en Francisco Fernández de la Cruz por razones de salud.
En noviembre, una sublevación nombró gobernador de Tucumán a Bernabé Aráoz, y en los primeros días de 1820 se sublevó un batallón en San Juan, iniciando la disolución de la Intendencia de Cuyo. El día anterior, el Ejército del Norte se había sublevado en Arequito —jurisdicción de Santa Fe— y contramarchado hacia Córdoba, con la intención de regresar al frente contra los realistas.
Los caudillos federales derrotaron al pequeño ejército de Rondeau en la batalla de Cepeda, el 1 de febrero. A continuación, marcharon sobre Buenos Aires. Rondeau renunció el 11 de febrero, y el Congreso fue considerado disuelto.
Ambos bandos ignoraban que Artigas acababa de ser derrotado definitivamente en la batalla de Tacuarembó y había huido a Entre Ríos; toda la Banda Oriental quedó en manos de Portugal.

## La anarquía (1820-1821)
Desde entonces,[¿cuándo?] cada provincia se gobernó por sí misma: los federales habían logrado evitar ser sojuzgados por parte del gobierno central, pero al precio de destruir toda forma centralizada de organización nacional; las únicas relaciones entre las provincias estuvieron dadas por tratados interprovinciales.

### En Buenos Aires y el Litoral
Sin el gobierno nacional, Buenos Aires se vio sometida a un período de acentuada inestabilidad política conocido como la Anarquía del Año XX: sucesivos gobernadores se alternaron en el gobierno, derrocándose mutuamente, mientras pactaban con los federales en tratados como el del Pilar y el de Benegas, y alternativamente luchaban contra ellos en una continuidad de la guerra. La victoria de Estanislao López en la batalla de Gamonal le dio una preeminencia notable entre los gobernadores del interior.
En el mes de septiembre, el general Martín Rodríguez fue elegido gobernador; debió sortear una última revuelta en su contra con ayuda de las milicias rurales al mando de Juan Manuel de Rosas, pero en lo sucesivo su gobierno logró la estabilidad. En medio de estos problemas, Rodríguez lanzó una campaña contra los pueblos originarios de la región del sur de la provincia y, en represalia, estos lanzaron una serie de malones que llevaron a la despoblación de varias localidades.
Artigas pretendió someter a su autoridad a Ramírez, pero este lo derrotó y lo forzó al exilio en el Paraguay. A continuación, el vencedor fundó la República de Entre Ríos, que incluía su provincia más la actual Corrientes y parte de la de Misiones. Al año siguiente invadió Santa Fe, que logró defenderse con ayuda de fuerzas porteñas. De allí marchó a Córdoba, donde fue derrotado y muerto. Pocas semanas más tarde, la República de Entre Ríos dejaba de existir y el porteño Lucio N. Mansilla asumía el gobierno provincial, mientras Corrientes recobraba su autonomía.

### En el interior
En Córdoba, el general Bustos se hizo elegir gobernador, cargo que ejercería durante más de nueve años, al frente del federalismo de esa provincia. La provincia de La Rioja obtuvo su autonomía de Córdoba, y dos años más tarde el brigadier Facundo Quiroga se erigió en caudillo de la misma.
También Cuyo quedó envuelta en desórdenes, y las jurisdicciones de San Juan, San Luis y Mendoza se organizaron como provincias autónomas.
El gobernador Aráoz, de Tucumán, proclamó una República de Tucumán, pero no pudo evitar el desgajamiento de Santiago del Estero, cuyo primer gobernador, Juan Felipe Ibarra, ejercería el mando durante más de treinta años. Además entró en conflictos con Güemes, quien invadió su provincia, aunque este fue derrotado. En pocas semanas del año 1821, se produjo una invasión realista a la provincia de Salta, durante la cual murió Güemes, Aráoz fue derrocado, y la provincia de Catamarca obtuvo su autonomía. Los realistas fueron expulsados de Salta por una reacción dirigida en parte por Juan Ignacio Gorriti, quien fue elegido gobernador. Al año siguiente, este rechazaría una última invasión realista, que no logró llegar hasta Jujuy.
Mientras el resto de las provincias se iban pacificando, Tucumán sufrió una larga guerra civil con frecuentes cambios de gobierno hasta el derrocamiento definitivo y fusilamiento de Aráoz, en marzo de 1824.

### Campaña de San Martín al Perú
La anarquía en que se debatían las Provincias Unidas era una oportunidad única para el rey de España, pero una sublevación en enero de 1820 lo obligó a renunciar al absolutismo y, en América, los líderes realistas se dividieron entre absolutistas y liberales, lo que a su vez debilitó su resistencia; en Venezuela y Nueva Granada, los independentistas obtuvieron sucesivas victorias y expulsaron a los realistas. Y también México obtuvo su independencia. Cuando a fines de 1822 se produjo la segunda restauración absolutista, ya era demasiado tarde para nuevos esfuerzos reconquistadores.
El único gobierno provincial que contribuyó a la guerra de independencia fue el de Salta, adonde Bustos envió solo una pequeña parte del Ejército del Norte. La provincia de Buenos Aires, única que hubiera podido colaborar, se negó rotundamente a hacerlo; a cambio, el gobierno porteño firmaría con España una Convención Preliminar de Paz en 1823, que sería ignorada por el restaurado Fernando VII.
De modo que San Martín debió hacer su proyectada campaña sin apoyo argentino, el que fue reemplazado por el de Chile en lo militar y por Gran Bretaña en lo naval y económico. En septiembre de 1820, el Ejército de San Martín desembarcó en el sur del Perú, aunque no atacó frontalmente; tras varias negociaciones, durante las cuales el virrey fue derrocado y reemplazado por José de la Serna, este se vio obligado a evacuar Lima e instalar su gobierno en Cuzco. San Martín ingresó en Lima en julio, proclamó la Independencia del Perú y fue nombrado Protector del Perú.
Durante los dos años siguientes, San Martín envió sucesivos ejércitos a enfrentar a los realistas, uno de los cuales logró la liberación de la actual República del Ecuador con ayuda colombiana. Pero su situación frente al virrey no mejoraba, por lo que se vio obligado a ceder la iniciativa a Simón Bolívar, presidente de la Gran Colombia, en la entrevista de Guayaquil. Su segundo, Antonio José de Sucre, lograría la victoria final en noviembre de 1824 en la batalla de Ayacucho, con participación de algunas fuerzas rioplatenses.
Al año siguiente, Sucre invadió y liberó el Alto Perú, región que optó por no reincorporarse a las desorganizadas Provincias Unidas, sino independizarse como República de Bolívar, la actual Bolivia.

## La época de Rivadavia (1820-1827)

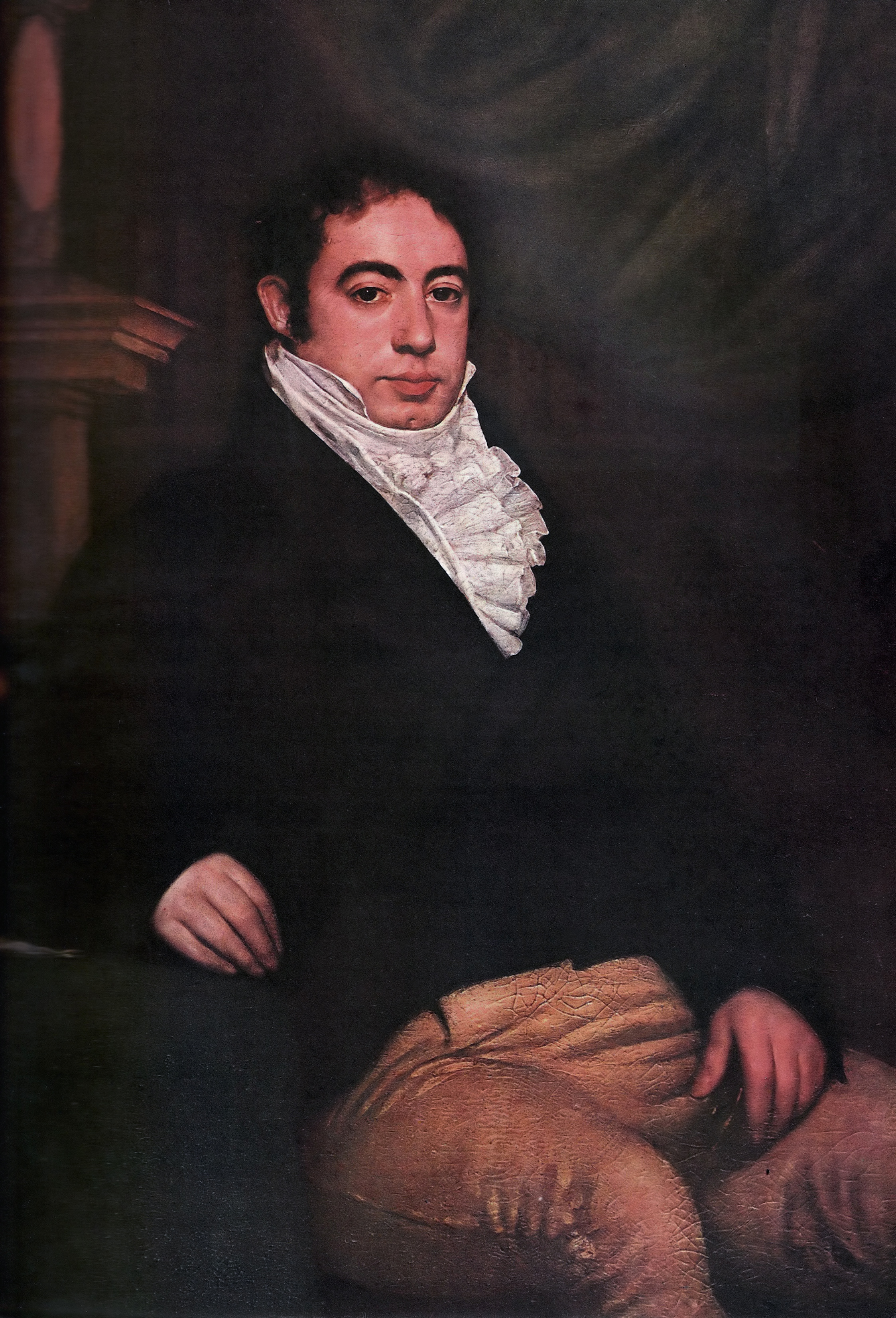
Bernardino Rivadavia.

El gobernador porteño Rodríguez nombró ministros a Bernardino Rivadavia y Manuel José García; el primero se abocó a una serie de grandes reformas políticas y culturales, mientras el segundo llevó adelante una reforma financiera. Por su parte, Rodríguez se concentró en lanzar campañas contra los indígenas durante las cuales fundó Tandil y Bahía Blanca.

### Reformas políticas, sociales y económicas
Rivadavia hizo sancionar una Ley de Sufragio Universal, abolió los cabildos —medida en que sería imitado por las demás provincias— e impulsó la llamada Reforma eclesiástica de Rivadavia, que suprimió el fuero eclesiástico y el diezmo, y sujetó al poder del Estado a la Iglesia, disolviendo varias órdenes religiosas en un gesto que le valió la imagen de anticlerical.
Promovió la modernización de la educación y la europeización de la cultura. Fundó la Universidad de Buenos Aires y el Colegio de Ciencias Morales. Durante su gestión se crearon varias instituciones académicas y culturales, entre ellas un Archivo oficial y un Museo de Ciencias Naturales, y las puso a cargo de intelectuales extranjeros contratados en Europa. Durante su gestión se multiplicaron los periódicos, que defendieron las posiciones políticas, dejando de lado su función informativa.
El ministro García fundó el Banco de Descuentos, institución que rápidamente quedó en manos de comerciantes ingleses y capitalistas locales asociados a estos. Pagó las deudas públicas con títulos públicos, y contrató el «Empréstito Baring», iniciando la deuda externa del país; los fondos habían sido adquiridos para obras públicas, pero en su mayor parte terminaron siendo prestados a los comerciantes del Banco de Descuentos. Fijó las tasas aduaneras a un nivel muy bajo, con lo que favoreció el comercio exterior de la provincia pero aisló y ahogó a las economías regionales, cuyas artesanías no pudieron competir frente a los productos industriales importados.
Las deudas estaban respaldadas por la totalidad de las tierras públicas de la provincia, de modo que para aumentar los ingresos del Estado en un momento en que los ingleses desplazaban a los criollos del control de la economía, creó el sistema de la enfiteusis para arrendar en forma permanente las tierras a quienes quisieran alquilarlas. Así, la mayor parte de las inversiones privadas se dedicaron a alquilar tierras, que a su vez se concentraron en muy pocas manos.
El crecimiento económico de la provincia fue sorprendentemente rápido. La economía pasó a depender de la exportación de productos ganaderos, especialmente de cueros, mientras todos los productos manufacturados eran directamente importados desde el exterior. Se gestó en ese momento el «modelo agroexportador», que dominaría la economía argentina hasta mediados del siglo XX.

### El Congreso General Constituyente
En abril de 1824, la Junta de Representantes eligió gobernador al general Juan Gregorio de Las Heras. Dos años antes, Rivadavia había firmado con las provincias de Santa Fe, Entre Ríos y Corrientes el Tratado del Cuadrilátero, por el que se convocaba a un futuro Congreso Nacional a reunirse en Buenos Aires; este fue inaugurado en diciembre de 1824. Su primera iniciativa fue la «Ley Fundamental», por la que se reconocía la vigencia de las instituciones de cada provincia hasta la sanción de la Constitución. Ni Las Heras ni el Congreso alcanzarían a hacer mucho más antes de que los acontecimientos los superaran.
En abril de ese año se había producido la expedición de los llamados Treinta y Tres Orientales, bajo el mando de Juan Antonio Lavalleja, que rápidamente controló el interior de la provincia y puso sitio a Montevideo. El Congreso de la Florida declaró la independencia de la Provincia Oriental respecto del Imperio del Brasil y su reincorporación a las Provincias Unidas. La misma fue aceptada por el Congreso General el 25 de octubre. El Imperio declaró la guerra a las Provincias Unidas, que respondieron con otra declaración equivalente el primer día de 1826. La escuadra brasileña bloqueó el Río de la Plata, causando graves daños económicos a las Provincias Unidas.
Impulsado por la urgencia de organizar un ejército nacional que respondiera a un gobierno nacional, el Congreso sancionó una ley por la que se creaba un Poder Ejecutivo, con el nombre de Presidente de las Provincias Unidas del Río de la Plata; para el cargo fue elegido Rivadavia, recién vuelto de un viaje a Gran Bretaña.

### Presidencia de Rivadavia
El nuevo presidente organizó un ejército y una escuadra, que envió a la guerra contra el Brasil. Pero sus preocupaciones fundamentales eran otras: en primer lugar, firmó con Gran Bretaña un «Tratado de Amistad, Comercio y Navegación», por el cual se reconocía la independencia de las Provincias Unidas.
Avanzó rápidamente sobre la autonomía de las provincias, incluida la de Buenos Aires: la Ley de Capitalización creaba una capital, que incluía Buenos Aires y una amplia campaña en torno, y dividía en dos provincias el resto de la campaña. La legislatura fue disuelta y, en febrero de 1826, el presidente decretó el cese de Las Heras como gobernador.

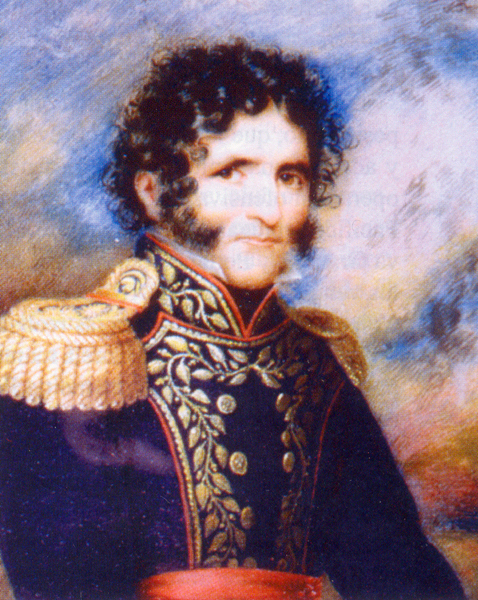
Facundo Quiroga.

En 1826 transformó el Banco de Descuentos en el Banco Nacional, cuyas funciones incluían la acuñación de monedas y papel moneda. Este careció de respaldo y se devaluó rápidamente. En cuanto a la acuñación de monedas, estas deberían ser de plata, proveniente de las minas de Famatina, para cuya explotación formó una sociedad anónima de capitales británicos que entró rápidamente en conflicto con otra empresa rival, asociada al gobierno de La Rioja y al general Quiroga.
Buscando centralizar el poder, apoyó a los líderes unitarios contra los federales, y al general Lamadrid en su guerra contra Facundo Quiroga, quien logró derrotarlo.
En diciembre de 1826 se sancionó una Constitución Nacional de carácter fuertemente centralista, en la que se negaba el derecho a votar a los analfabetos y a los empleados, que fue rechazada por la mayoría de las provincias interiores.

### Guerra del Brasil

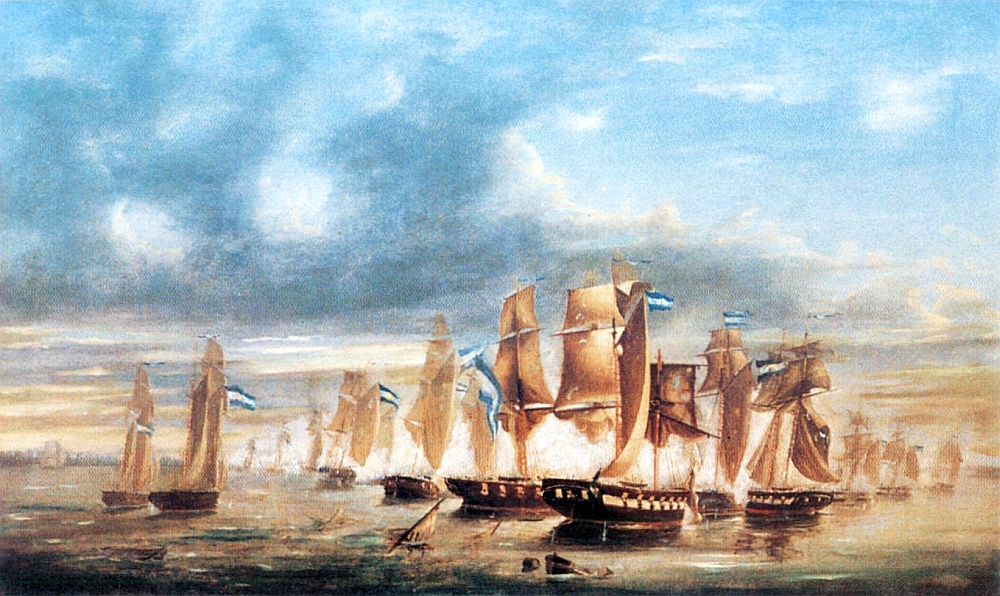
La Batalla de Juncal.

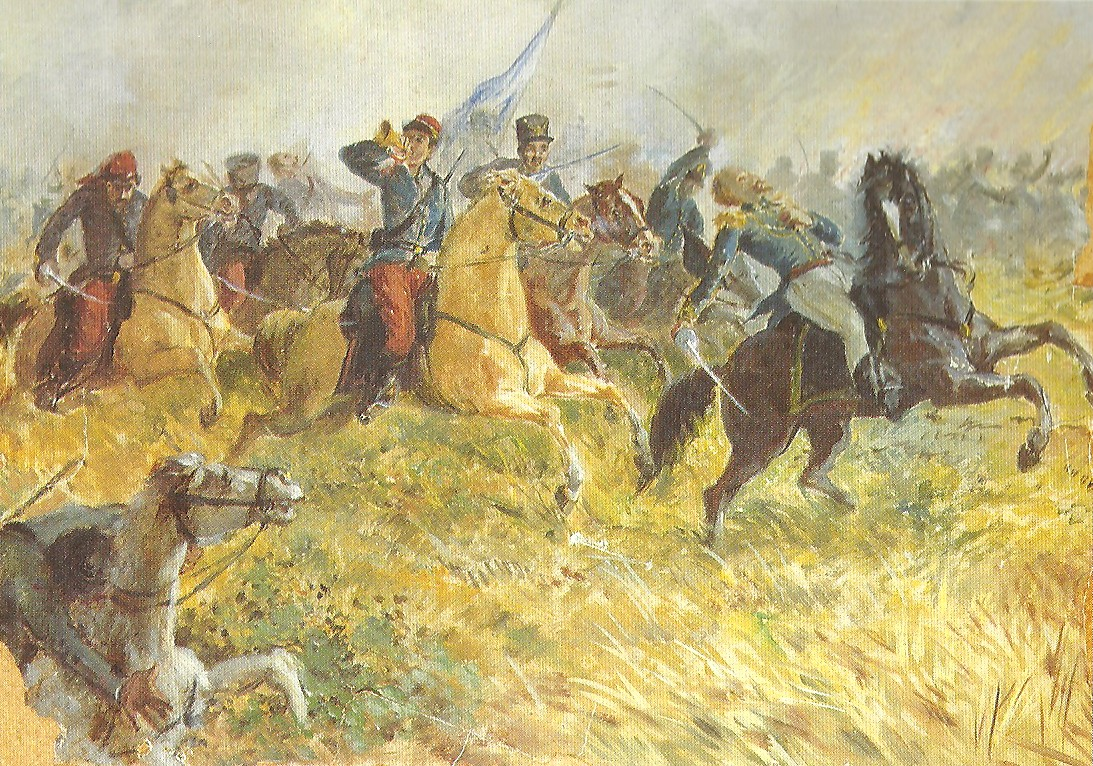
Batalla de Ituzaingó.

El bloqueo naval brasileño fue respondido por las Provincias Unidas principalmente en forma de guerra de corso más algunas acciones navales exitosas, en particular la Batalla de Juncal.
En tierra, se lanzó un ataque militar masivo a la provincia de Río Grande; allí lograron una completa victoria en la Batalla de Ituzaingó, pero la falta de recursos impidió definir la contienda, tanto por tierra como por mar.
Los gastos derivados de la guerra del Brasil habían llevado al gobierno a solicitar reiteradas sumas al Banco Nacional, que llevarían a la ruina a ambos. Ante el estancamiento militar, la guerra civil en el interior y los daños económicos sufridos —especialmente por Buenos Aires— y sometido a la permanente presión británica, Rivadavia envió a Manuel José García a gestionar la paz, quien regresó con una Convención Preliminar por la cual se reconocía la soberanía del Imperio sobre la Banda Oriental y se comprometía a pagarle indemnizaciones de guerra.
La indignación estalló en Buenos Aires y Rivadavia se vio obligado a renunciar a la presidencia el 26 de junio de 1827. El Congreso nombró en su reemplazo a Vicente López y Planes, quien llamó a elecciones para la Junta de Representantes porteña; en las mismas triunfó el Partido Federal, que eligió gobernador a Manuel Dorrego. López renunció y el Congreso decidió su propia disolución.
Por otro lado, todo el interior, excepto la provincia de Salta, estaba controlado por los federales.

## De la caída de Rivadavia a la hegemonía de Rosas (1827-1835)

### Gobernación de Dorrego

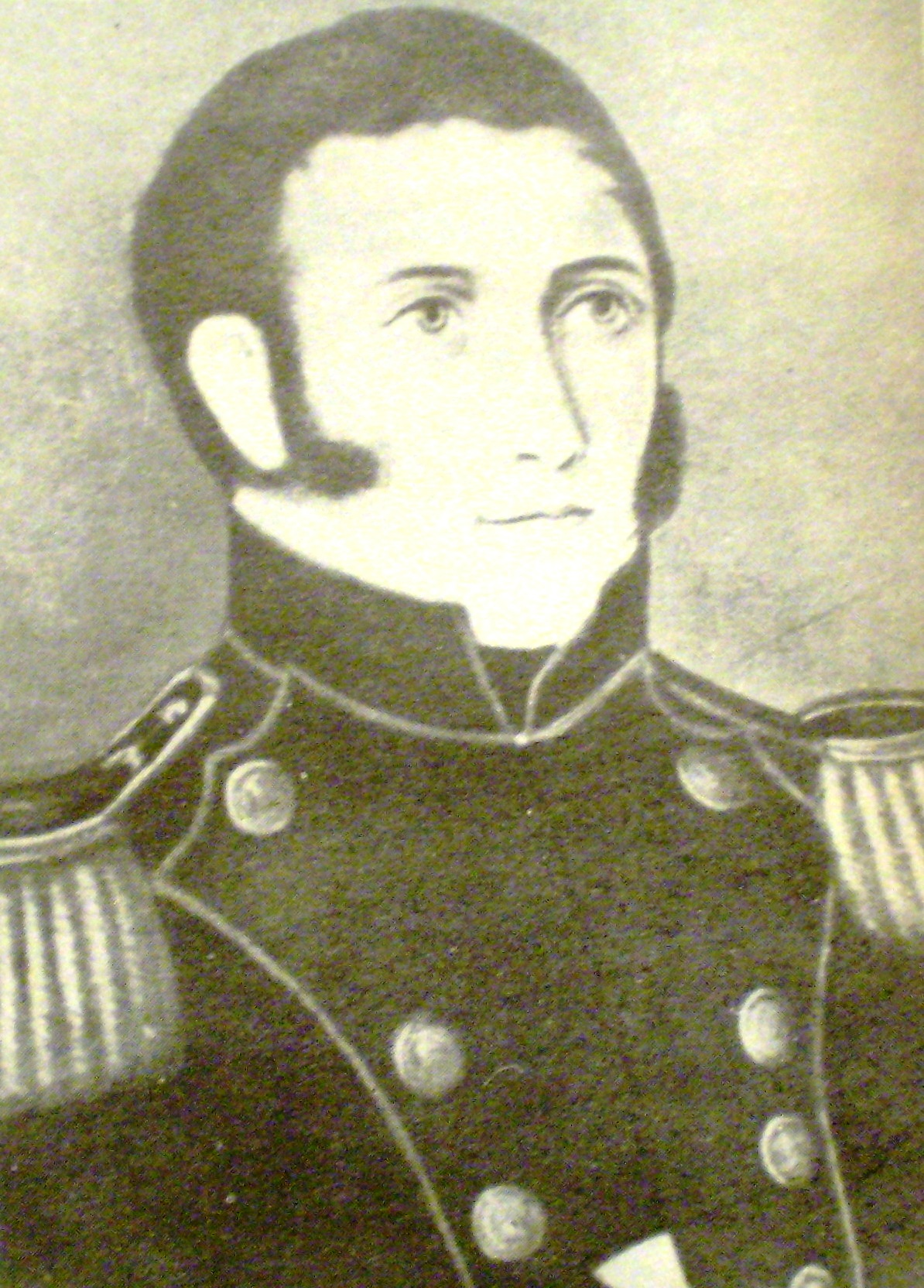
Manuel Dorrego.

Las ideas de Dorrego, muy democráticas para la época, le valieron el apoyo de las clases medias y bajas y de los productores rurales, pero también la oposición de los unitarios y las clases altas. Las provincias le delegaron el manejo de las relaciones exteriores y, a iniciativa suya, se reunió en Santa Fe una Convención Nacional, aunque esta no logró avanzar en la organización del país.
Dorrego pretendió continuar la guerra contra el Brasil y apoyó la conquista de las Misiones Orientales por Fructuoso Rivera. Pero su situación financiera era desesperada, y el Banco Nacional —por presión del embajador británico John Ponsonby— se negaba a prestarle dinero. Finalmente, Dorrego se vio obligado a firmar una segunda Convención Preliminar de Paz, que reconocía la Independencia del Estado Oriental del Uruguay.
Los unitarios atacaron ferozmente por la prensa a Dorrego y se pusieron en contacto con los jefes del ejército en operaciones en la Banda Oriental; en noviembre de 1828, el ejército regresó a Buenos Aires, al mando del general Juan Lavalle.

### Dictadura de Lavalle y llegada de Rosas al poder

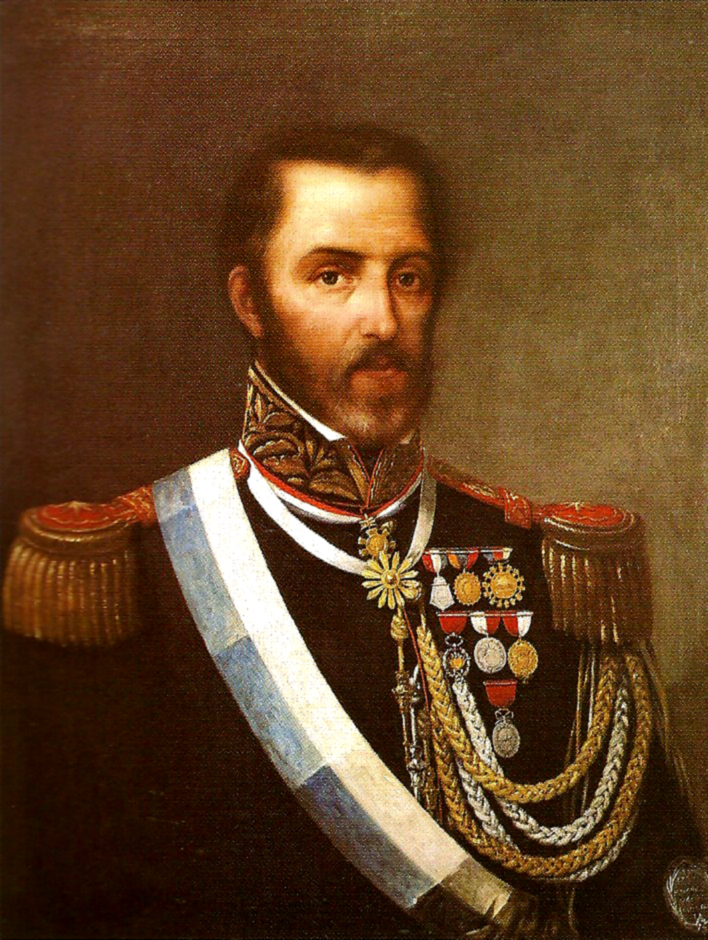
Juan Lavalle.

El 1 de diciembre de 1828, Lavalle derrocó a Dorrego, disolvió la Junta de Representantes y se hizo elegir gobernador por una asamblea de sus partidarios. Dorrego huyó al interior de la provincia y se unió a Juan Manuel de Rosas; Lavalle salió a su encuentro y los derrotó en la batalla de Navarro. Rosas huyó a Santa Fe, pero Dorrego fue capturado y fusilado el 13 de diciembre, por orden de Lavalle.
La Convención Nacional declaró a Lavalle fuera de la ley, y Estanislao López asumió el mando del ejército combinado federal; en el interior de la provincia de Buenos Aires estalló una revuelta popular, que fue sangrientamente reprimida —aunque no vencida— por los oficiales de Lavalle. Este marchó sobre Santa Fe, pero pronto se vio obligado a regresar; perseguido por López, fue derrotado en la batalla de Puente de Márquez en abril de 1829, y sitiado dentro de la capital. Un conflicto con el embajador francés llevó a que la escuadra francesa se apoderara de su escuadra.

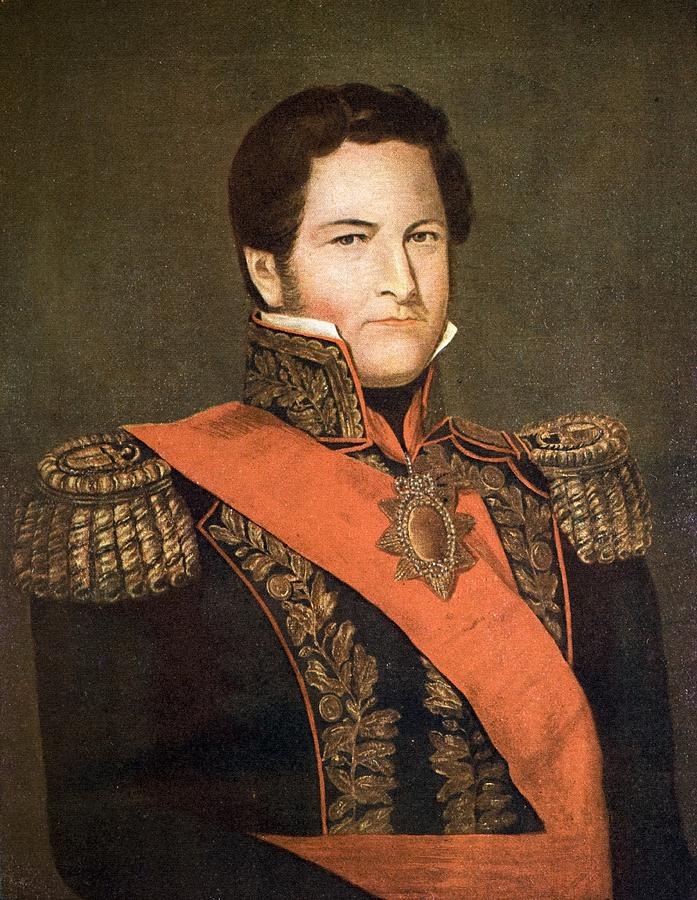
Juan Manuel de Rosas.

Cercado, con su popularidad arruinada por las persecuciones a federales y a parte de los unitarios, Lavalle terminó por negociar con Rosas el Pacto de Cañuelas, por el cual Lavalle se comprometió a llamar a elecciones para integrar la Junta de Representantes, la que designaría al futuro gobernador. Ante el fracaso de ese pacto, en agosto firmó un segundo acuerdo, por el que renunció y dejó en el mando al general Juan José Viamonte. Poco más tarde, Lavalle emigró al Uruguay.
En diciembre se reunió la Legislatura y eligió gobernador a Juan Manuel de Rosas, con «todas las facultades ordinarias y extraordinarias que creyera necesarias», una disposición habitual en situaciones de guerra civil, equivalente al actual estado de sitio.
Su gestión estuvo orientada a reforzar su gobierno con los partidarios de Dorrego, a quien hizo celebrar un fastuoso funeral, y persiguiendo a los de Lavalle. Impuso una severa censura de prensa y renovó todo el personal político y judicial de la provincia.

### Guerra civil (1829-1831)
Mientras Lavalle enfrentaba a López y a Rosas, el general José María Paz había regresado desde la Banda Oriental con las tropas de las provincias del interior; al frente de éstas invadió Córdoba y se hizo nombrar gobernador, derrotando a Bustos el 23 de abril en la batalla de San Roque, y a Quiroga en la batalla de La Tablada. Paz reprimió violentamente a los grupos federales que resistían en las sierras de Córdoba, mientras unitarios y federales luchaban por el control de las provincias andinas. Quiroga invadió nuevamente Córdoba, pero fue completamente derrotado en la batalla de Oncativo, el 25 de febrero de 1830, y huyó hacia Buenos Aires.
Paz envió fuerzas unitarias a las provincias que habían seguido a Quiroga, donde sus jefes fueron nombrados gobernadores. A continuación firmó una serie de tratados con las provincias dominadas por los unitarios —Córdoba, Tucumán, Salta, Mendoza, San Juan, San Luis, La Rioja, Santiago del Estero y Catamarca— por los que se formaba la Liga Unitaria o del Interior; si bien no lo aclaraba explícitamente, la misma se proponía restablecer la constitución de 1826. Paz asumió el mando militar del conjunto.
En respuesta, Santa Fe, Entre Ríos y Buenos Aires firmaron el Pacto Federal del 4 de enero de 1831, al que poco después se uniría Corrientes. Establecía una alianza y la reunión en Santa Fe de una Comisión Representativa de los gobiernos de las provincias litorales. Este pacto sería el principal marco legal del país durante los siguientes veinte años.
El Pacto Federal de 1831 tiene vital importancia en la historia argentina. Es el resultado de alianzas entre algunas provincias del extinto Virreinato del Río de la Plata y parte de un proceso de creación institucional nacional. En derredor de él, se decidió acerca de la construcción política del naciente Estado e intervinieron los representantes de cada una de las provincias signatarias. Ellos, con sus ideas y discursos, defendieron lo que creían era el mejor modo de respetar la consolidación de la Nación y desarrollar un esquema político y económico que, en unión y libertad, la proyecte soberanamente. Bartolomé Mitre, en 1852, se refirió a este Pacto como “la única ley fundamental de la República, el único vínculo que ata a las Provincias Argentinas, la piedra angular sobre la cual se requiere hoy construir el edificio de la organización nacional”. El referido Pacto fue el medio por antonomasia para acordar intereses. Así, dio paso a la integración política de las provincias que, en su mayoría, veía en el aislacionismo un gran peligro para su propio desarrollo. Su papel fue crucial tanto para discutir los valores de la República como el pergeñar un sistema federal y las orientaciones políticas y económicas al interior de la naciente nación, a tal punto que los sucesos siguientes al Pacto llevarían ínsita esta definición. La concertación de distintos intereses bajo el establecimiento de diferentes lineamientos políticos tuvo decidida importancia a tal punto que forma parte del proceso constitucional y se establece en uno de sus valiosos antecedentes. A pesar de la provisionalidad de sus disposiciones, el Pacto tuvo vigencia por veintiún años. Así, se constituyó en la Ley Fundamental transitoriamente. Resultó ser el elemento jurídico y político ordenador de la naciente República.
Para Luis V. Varela fue más que un Tratado de Alianza ofensiva y defensiva entre las provincias litorales: sus cláusulas contenían principios de Derecho Público que establecían verdaderas bases institucionales para la creación de un Gobierno Nacional y para el respeto de cada una de las provincias . González Calderón afirma que fue el arreglo más trascendental que concertaron las provincias desde 1810 para conseguir la organización constitucional definitiva, teniendo en cuenta los principios que tenían verdadero arraigo en el país. Pero existen interpretaciones divergentes, como lo afirma Enrique de Gandía, quien sostiene -contrariamente- que los efectos políticos del Pacto Federal serán una maniobra de los intereses porteños, ya que nunca se aplicaron sus cláusulas a favor de las provincias y, al no convocar a un Congreso Constituyente, sus consecuencias organizativas se atrofiaron.
En el articulado del Pacto, el federalismo fue concebido con características particulares, producto de las intensas pujas internas, a veces contradictorias. Como señala Pérez Guilhou, fue concebido “como disfraz de movimientos o partidos que nada tenían que ver con ese concepto, o también para apañar sólo las ambiciones mezquinas e individualistas de algunos caudillos”.
Las guerra se reinició en febrero de 1831, cuando Quiroga ocupó Río Cuarto y San Luis; desde allí marchó hacia las provincias cuyanas, ocupándolas por completo tras la batalla de Rodeo de Chacón. Como López lo hostilizaba con fuerzas montoneras, Paz buscó un enfrentamiento abierto, pero cayó prisionero de una partida federal el 11 de mayo. Al frente de la Liga quedó Lamadrid, que prefirió retroceder hacia Tucumán; Quiroga avanzó hasta allí y lo derrotó en la batalla de La Ciudadela, el 4 de noviembre. Salta se rindió sin luchar.
El federalismo se impuso en todo el país, dirigido por tres caudillos: López, Quiroga y Rosas. Casi todos los gobernadores del interior respondían a Quiroga o a López, pero Rosas aprovechó los conflictos entre ellos para extenderlos al seno de la Comisión Representativa, la que fue rápidamente disuelta. Es que Rosas consideraba inútil sancionar una constitución federal antes de consolidar la organización interna de las provincias. Por otro lado, su provincia —y él mismo— se beneficiaban de una indefinición legal que permitía a Buenos Aires retener la totalidad de los ingresos de la Aduana porteña, la única que comerciaba directamente con el exterior.

### Transición política (1832-1835)
Terminado su período de gobierno el 5 de diciembre de 1832, Rosas fue sucedido por el general Juan Ramón Balcarce. Durante su gestión, Gran Bretaña ocupó por la fuerza las Islas Malvinas.
En 1833, Rosas emprendió una campaña contra las tribus indígenas en el sur de su provincia y el norte de la Patagonia, para terminar con los malones que asolaban la frontera e incorporar tierras para la ganadería; simultáneamente se realizaban campañas desde Mendoza, Córdoba y San Luis, con resultados muy limitados. La columna de Rosas llegó hasta el Río Negro, incorporando 2900 leguas cuadradas de terreno y reduciendo la acción de los indígenas, lo que le permitió a Rosas ganar prestigio político y el apoyo de los hacendados y de la población de la campaña.
Los federales se dividieron entre rosistas y lomos negros, que se oponían a la hegemonía de Rosas; en octubre de 1833 estalló la Revolución de los Restauradores, que terminó con la renuncia de Balcarce el 3 de noviembre.
Fue sucedido por Juan José Viamonte, que tampoco podía ser considerado partidario de Rosas. Durante su gestión se formó la Sociedad Popular Restauradora, formada por partidarios fanáticos de Rosas provenientes de la clase media, que fomentó la violencia y la persecución de los opositores; su brazo armado, la Mazorca, cometió numerosos desmanes y actos de violencia. Viamonte optó por renunciar y fue sucedido por Manuel Vicente Maza, amigo personal de Rosas

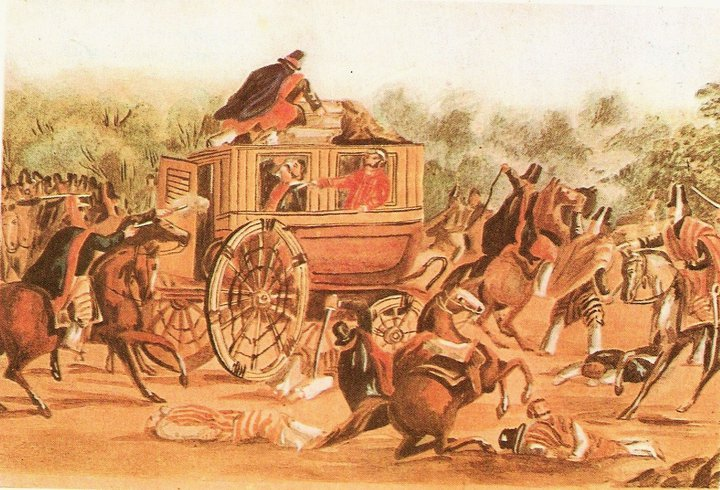
Asesinato de Facundo Quiroga en Barranca Yaco.

Tras el final de la guerra civil, diversas revueltas sacudieron a algunas provincias, especialmente Córdoba —donde se enfrentaban los seguidores de Quiroga y de López— y en Salta, donde el gobernador Pablo Latorre fue derrotado por el ataque simultáneo de los partidarios de la autonomía de la provincia de Jujuy y del gobernador tucumano Alejandro Heredia; Latorre pidió ayuda a Buenos Aires, pero poco después fue asesinado.
Maza y Rosas enviaron como mediador a Facundo Quiroga, que logró la firma de un tratado por el que se reconocía la autonomía jujeña y se restablecía la paz entre Tucumán y Salta. Mientras regresaba, el 16 de febrero de 1835 Quiroga fue asesinado por sicarios del gobernador de Córdoba, José Vicente Reinafé.

## La Confederación rosista (1835-1852)
La noticia del asesinato de Quiroga conmovió a Buenos Aires: Maza renunció a su cargo, y la Sala de Representantes, ante el temor de la anarquía designó a Rosas gobernador por un plazo de cinco años. A su pedido, y tras un plebiscito que aprobó la medida por una mayoría abrumadora, le otorgó la suma del poder público: ejercería a discreción el poder ejecutivo y podía intervenir en el legislativo y el judicial; se trataba de una dictadura de origen legal.

### Segundo gobierno de Rosas
La Junta de Representantes fue renovada cada año, pero en las elecciones sólo participaba la lista elaborada por el mismo Rosas; Rosas informaba periódicamente a la Legislatura, que en general se limitaba a aprobar todo lo actuado.
En el orden interno, Rosas impuso la obligatoriedad de la divisa punzó, usualmente con la inscripción "Federación o muerte", y persiguió a sus enemigos políticos. La Mazorca incrementó su acción contra los opositores, muchos de los cuales se vieron obligados a emigrar, en su mayor parte a Montevideo: allí recalaron los antiguos unitarios emigrados en 1829, los federales cismáticos desde 1833 en adelante, y los jóvenes de la generación del 37.
Numerosos jueces fueron removidos, y Rosas se ocupó personalmente de las causas que consideraba importantes, casos para los cuales nombraba jueces ad hoc, bajo su supervisión personal; por ejemplo, en el juicio a los asesinos de Quiroga y sus instigadores, que fueron condenados a muerte.
La muerte de Quiroga inició un período de inestabilidad, durante el cual gran parte de los gobernadores se sometieron políticamente a la iniciativa de Rosas; gobernadores como Manuel "Quebracho" López en Córdoba, Ibarra en Santiago del Estero, Pascual Echagüe en Entre Ríos o Nazario Benavídez en San Juan gobernaron muchos años bajo la influencia del caudillo porteño. Solamente Heredia, de Tucumán, logró mantenerse fuera de su órbita e incluso crear un "Protectorado del Norte" con las provincias vecinas.
Sancionó la Ley de Aduana de 1835, que imponía mayores tasas aduaneras a gran cantidad de productos industriales importados, con la idea de evitar la competencia con las industrias y artesanías locales.
Bajo el nombre de federación, Rosas intervino intensamente en las provincias, utilizando desde el apoyo político y financiero a la persuasión, la amenaza y la acción armada. Por mera delegación provincial, Rosas ejerció de hecho el poder nacional, apoyado en la fuerza de Buenos Aires; impuso una organización nacional de hecho, invocando el Pacto Federal de 1831 como única fuente legal de las relaciones interprovinciales. A lo largo de todo su gobierno mantuvo su posición sobre la inconveniencia de reunir un congreso y sancionar una constitución.
Bajo su mandato se completó el abandono del nombre de las Provincias Unidas del Río de la Plata, reemplazado por el de Confederación Argentina.

### Conflictos externos e internos
En 1837, la Argentina declaró la guerra a la Confederación Peruano-Boliviana, que se desarrolló exclusivamente en territorio de Jujuy y Salta. El ejército fue comandado por Alejandro Heredia; tras algunos combates indecisos —en los que la Argentina llevó la peor parte— la situación se decidió por la victoria chilena sobre la Confederación Perú-Boliviana, que fue disuelta. Heredia perdió su prestigio y fue asesinado a finales de 1838.
Un conflicto menor sirvió de excusa a Francia para declarar el bloqueo naval del Río de la Plata. Los franceses ocuparon la isla de Martín García y forzaron la renuncia del presidente uruguayo Manuel Oribe, reemplazado por su rival Fructuoso Rivera. El bloqueo causó graves perjuicios en la economía de Buenos Aires y del Litoral, donde el nuevo gobernador santafesino, Domingo Cullen, quiso pactar con los franceses; aunque fue expulsado de su cargo y sería fusilado poco tiempo después, alcanzó a causar dos revueltas en Córdoba y a incitar al gobernador correntino Genaro Berón de Astrada a un alzamiento contra Rosas, que terminó con su derrota y muerte en combate.
También en Buenos Aires se iniciaron conspiraciones contra Rosas; los jóvenes intelectuales de la llamada generación del 37 fueron perseguidos y se unieron a los conspiradores. El descubrimiento de un grupo conspirador, dirigido por el hijo del exgobernador Maza, llevó al asesinato del padre —presuntamente por la Mazorca— y el fusilamiento del hijo.
Un grupo de estancieros, perjudicados por el bloqueo, se alzaron con el nombre de Libres del Sur, pero fueron derrotados con cierta facilidad. El gobernador santafesino Echagüe intentó contraatacar en el Uruguay, pero fue derrotado por Rivera en la batalla de Cagancha, a fines de 1839. Simultáneamente, el general Lavalle cruzó Entre Ríos desde Martín García y se puso al frente del ejército del gobernador correntino Pedro Ferré.

### Guerra civil (1840-1843)
Las provincias del noroeste, dirigidas políticamente por Marco Avellaneda y militarmente por el general Lamadrid —ambos tucumanos— organizaron una Coalición del Norte para enfrentar la influencia de Rosas. Si bien no lograron vencer a Santiago del Estero, donde Ibarra permaneció fiel al sistema rosista, brevemente lograron ocupar Córdoba.
Por su parte, Lavalle fracasó en una invasión a Entre Ríos, pero sorpresivamente invadió el norte de la provincia de Buenos Aires, llegando hasta las inmediaciones de la capital en septiembre de 1840; pero, falto de apoyo, retrocedió hasta Santa Fe, ciudad que logró ocupar.
Ante la retirada de Lavalle, la Mazorca impuso el terror en Buenos Aires: más de veinte personas fueron asesinadas, y cientos de casas fueron saqueadas. Rosas tardó varias semanas en poder frenar la orgía de violencia. La situación se repetiría dos años más tarde, con similares resultados.
Estando en Santa Fe, Lavalle se enteró de la firma del tratado Arana-Mackau, por el que Rosas cedía ante parte de las reclamaciones francesas a cambio del levantamiento del bloqueo. Sin apoyo naval, optó por retirarse hacia Córdoba, al encuentro de Lamadrid; pero fue alcanzado y derrotado en Quebracho Herrado. A principios de 1841, ambas divisiones retrocedieron hacia el norte; tras varias derrotas sucesivas, Lavalle quedó al frente de su ejército en Tucumán, mientras Lamadrid marchó hacia Cuyo. Tras obtener su última victoria en la batalla de Angaco, el ejército de Lamadrid fue destruido en Rodeo del Medio, provincia de Mendoza, en el mes de septiembre. Lamadrid y sus hombres huyeron a Chile. Poco antes, Lavalle había sido derrotado por Oribe en la batalla de Famaillá, tras la cual Avellaneda fue ejecutado y Lavalle murió por un tiroteo casual en Jujuy. Sus tropas huyeron a Bolivia, llevando el cadáver de su jefe, y también Catamarca fue sangrientamente ocupada.
Un nuevo ejército correntino al mando del general Paz logró una victoria en la batalla de Caaguazú e invadió Entre Ríos, mientras Rivera hacía lo mismo cerca de la actual Concordia. Pero los entrerrianos eligieron gobernador a Justo José de Urquiza y obligaron a Paz a refugiarse en Montevideo. El ejército unitario quedó al mando de Rivera, que fue alcanzado por Oribe y derrotado en la batalla de Arroyo Grande, en diciembre de 1842. Unos días más tarde, Corrientes volvía a caer en manos federales, y Oribe invadía el Uruguay al mando de tropas argentinas y uruguayas, con las que puso sitio a Montevideo. Toda la Argentina estaba nuevamente en manos federales.

### Apogeo del rosismo
Rosas mantenía su prestigio inalterado, y la situación económica se hizo claramente favorable. Continuando la tónica de la época de Rivadavia, la economía del país dependía de la expansión de la ganadería, y de la exportación del cuero, que representó más del 60 % de las exportaciones todos los años entre 1820 y 1852; la década de 1840 fue especialmente positiva. La provincia de Buenos Aires fue la principal beneficiaria de este crecimiento, principalmente porque el gobierno porteño conservó el privilegio del control de los ríos interiores y concentró todo el movimiento portuario y aduanero en la capital. Si bien las comunicaciones siguieron dependiendo de las grandes carretas de un solo eje tiradas por bueyes, la actividad manufacturera vio un crecimiento y diversificación llamativas.
El estricto control que Rosas impuso a los gastos públicos, y su negativa a permitir emisiones de papel moneda sin respaldo mantuvieron las finanzas porteñas equilibradas incluso durante los bloqueos navales.
Las relaciones con Chile se mantuvieron estables, pese a la influencia de algunos emigrados como Domingo Faustino Sarmiento, y al conflicto por la soberanía sobre el Estrecho de Magallanes, ocupado por Chile en 1843.
La situación en el Uruguay causó todavía serios problemas a Rosas; aún sitiada, Montevideo pudo sostenerse con ayuda de las potencias extranjeras a lo largo de la llamada Guerra Grande. En apoyo de la misma, Gran Bretaña y Francia declararon en 1845 el bloqueo del Río de la Plata, y lanzaron un ataque sobre el río Paraná, logrando vencer en la batalla de la Vuelta de Obligado; pero el costo de la operación resultó excesivo, y el hecho no se repetiría.
Por su parte, Corrientes volvió a alzarse, dirigida por Joaquín Madariaga y con el apoyo del Paraguay, país que no había declarado formalmente su independencia, dato que Rosas se ocupó de recordar. La respuesta del presidente paraguayo Carlos Antonio López fue la declaración de la independencia paraguaya. Pero, tras complejas vicisitudes, Madariaga fue derrotado a fines de 1847.
Rosas tenía el control de todo el país, mientras sus enemigos solo controlaban Montevideo. Los comerciantes británicos presionaron a su gobierno, que levantó el bloqueo por medio del tratado Arana-Southern, firmado a comienzos de 1849. Al año siguiente, Francia firmó el Tratado Arana-Lepredour, con lo que el bloqueo terminó definitivamente. Ambos tratados garantizaban a la Argentina el control de los ríos interiores.
Las provincias designaron a Rosas Jefe Supremo de la Confederación Argentina. Era un último formalismo que daba nombre al sistema que, durante un largo tiempo, dio unidad y estabilidad al país; pero por estar basada en el personalismo, esta estabilidad no podía durar indefinidamente. De todos modos, el poder de Rosas parecía inconmovible; el principal —y aparentemente único— problema que le quedaba era Montevideo, refugio de los enemigos de Rosas.

### Batalla de Caseros

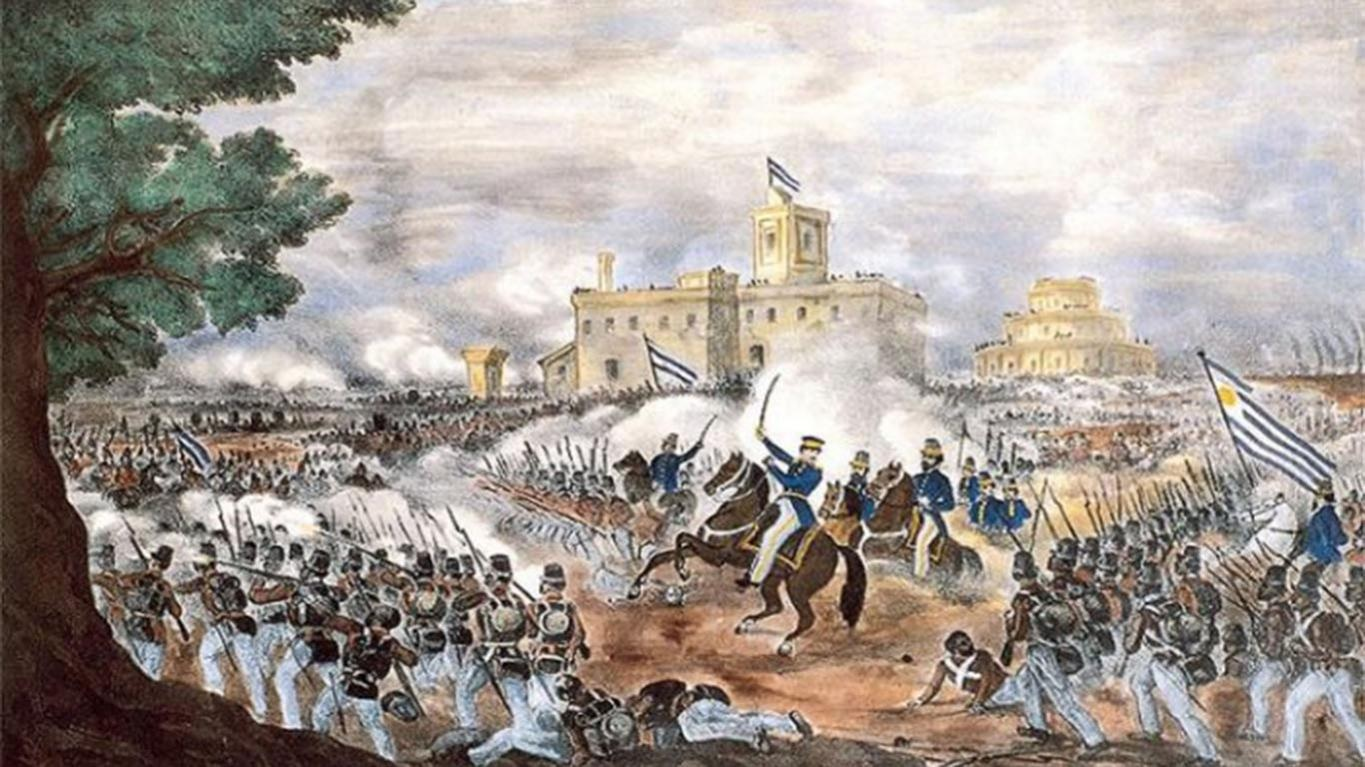
La batalla de Caseros.

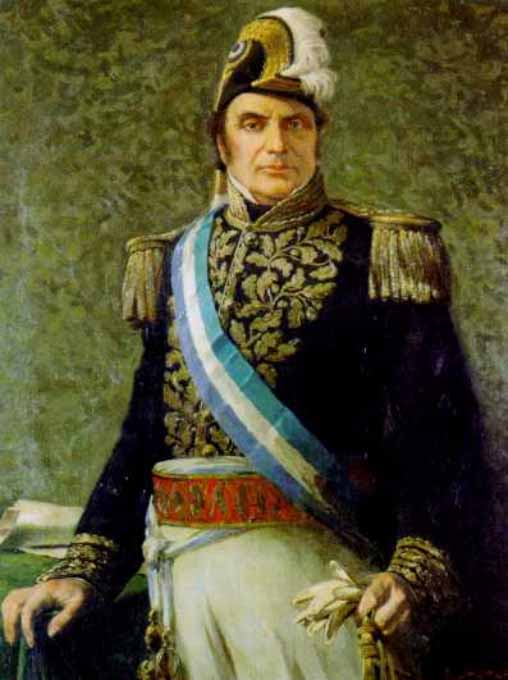
Justo José de Urquiza, primer presidente de la Confederación Argentina.

La caída de Montevideo parecía solo cuestión de tiempo. Finalizado el bloqueo, el único aliado que le quedaba a la ciudad era el Brasil: en 1850, tropas brasileñas habían iniciado invasiones parciales sobre territorio uruguayo; en respuesta, en el mes de diciembre, Rosas rompió relaciones con el Imperio. Urquiza, gobernador de Entre Ríos, interpretó que era otra maniobra de Rosas para posponer la organización constitucional, gracias a lo cual el gobernador porteño podía mantener indefinidamente cerrados los ríos interiores; de modo que se puso en contacto con la diplomacia imperial.
El 1 de mayo de 1851 se proclamó el Pronunciamiento de Urquiza, por el que se retiraba a Rosas la delegación de las relaciones exteriores y se anunciaba la próxima sanción de una constitución; un mes más tarde, Entre Ríos, Corrientes y el Brasil firmaron un tratado de alianza para terminar con el sitio de Montevideo. Urquiza invadió el Uruguay, y las tropas uruguayas sitiadoras se unieron a él; Oribe se exilió, y sitiadores y sitiados se unieron, junto a tropas brasileñas, al Ejército Grande al mando del entrerriano, totalizando más de treinta mil hombres.
En noviembre, los aliados firmaron un segundo tratado, en el que se comprometían a derribar a Rosas; el Brasil aportó una enorme suma para la campaña, parte como subsidio y parte en calidad de préstamo. Los gobiernos del interior no enviaron ayuda alguna a Rosas.
Urquiza invadió Santa Fe, donde nombró un gobernador adicto; Rosas contaba con un número similar de armamento y tropas, pero el mando militar era muy inferior; el propio Rosas asumió el mando de sus tropas y aguardó pasivamente en los alrededores de Buenos Aires. El 3 de febrero de 1852, en la batalla de Caseros, Urquiza derrotó sin dificultad a Rosas, quien renunció y —días más tarde— partió hacia Inglaterra, donde viviría sus últimos años.
La noticia de Caseros sacudió a las provincias: en las semanas siguientes, la mitad de sus gobernadores fueron reemplazados por federales moderados, y el resto se apresuró a entrar en contactos amistosos con Urquiza.
Había finalizado la época de Rosas y se iniciaba la Organización Nacional: al año siguiente se sancionaría la Constitución Nacional, y en 1854 Urquiza asumiría como primer presidente constitucional del país.

## Primeras expediciones a la península Antártica y mares australes
En 1815 el comodoro de marina irlandés al servicio de las Provincias Unidas del Río de la Plata, Guillermo Brown, emprendió una campaña para hostigar a la flota española en el océano Pacífico y al transponer el cabo de Hornos con los navíos Hércules y Trinidad los vientos los llevaron hasta el paralelo 65º S. En la memoria naval institucional llamada Acciones navales de la República Argentina, 1813-1828 escrita por Brown, escribió:

Después de dar vuelta el cabo de Hornos y de soportar los vientos reinantes en estos parages, y después de haber llegado hasta los 65 grados de latitud, en cuyo parage la mar se les presentó muy llana con horizonte claro y sereno, sin malos signos, lo que indicaba que no estaban muy lejos de la tierra, el bergantín Trinidad perdió el tajamar ...

Algunas fuentes argentinas mencionan que Brown habría avistado tierras antárticas en esa expedición, afirmando que es la razón por la cual en la cartografía argentina suele llamarse Tierra de la Trinidad a la parte más septentrional de la península Antártica —por el navío Trinidad—, pero Brown tampoco hizo mención alguna de ese supuesto avistaje en sus Memorias escritas cuando ya se conocía la existencia de la Antártida, en las que se refiere al hecho de la siguiente manera:

Después de dar vuelta al cabo de Hornos, soportando los acostumbrados temporales de viento de esos mares, el bergantín Trinidad, al mando de D. Miguel Brown, mi hermano, perdió el tajamar (al cual están asegurados los barbiquejos de la roda), exponiendo a peligro inminente al bauprés ...

El 25 de agosto de 1818 el gobierno de las Provincias Unidas del Río de la Plata otorgó las primeras concesiones para la caza de focas y pingüinos en territorios correspondientes al continente antártico a Juan Pedro de Aguirre, quien operaba con los buques Pescadora Director y San Juan Nepomuceno. En el petitorio que Aguirre había presentado el 18 de febrero solicitó autorización para la instalación de un establecimiento para caza de lobos marinos en alguna de las islas existentes a la altura del Polo Sur.
La primera tierra descubierta en forma confirmada al sur del paralelo 60° S fue por el inglés William Smith a bordo del bergantín mercantil Williams, mientras navegaba desde Buenos Aires a Valparaíso, desviado de su ruta al sur del cabo de Hornos, el 19 de febrero de 1819 avistó la extremidad nordeste —punta Williams— de la isla Livingston. Denunció su descubrimiento en Valparaíso, pero no le fue creído y en otro viaje volvió a desviarse alcanzando el 16 de octubre de 1819 la isla Rey Jorge. Bautizó al archipiélago como Nueva Bretaña del Sur, tomó posesión de él a nombre de la Corona británica y dio a conocer sus descubrimientos al llegar a Montevideo cuando esta ciudad formaba parte de las Provincias Unidas del Río de la Plata.
El foquero argentino Spiritu Santo al mando del capitán Carlos Tidblom, o Timdblon, fue seguido en septiembre de 1819 desde las islas Malvinas por el brig estadounidense Hercilia, al mando de Nathaniel Palmer, que lo alcanzó en la isla Decepción en las Shetland del Sur. El hecho de que estos foqueros se dirigieran a las islas con rumbo fijo suele ser considerado como prueba de que las conocían anteriormente.
El 10 de junio de 1829 el gobierno de la provincia de Buenos Aires dictó el decreto de creación de la Comandancia Político Militar de las Islas Malvinas incluyendo a las islas adyacentes al Cabo de Hornos, lo que interpreta en Argentina como que incluyó a las islas antárticas.

## Presencia y fin del Estado argentino en las Islas Malvinas

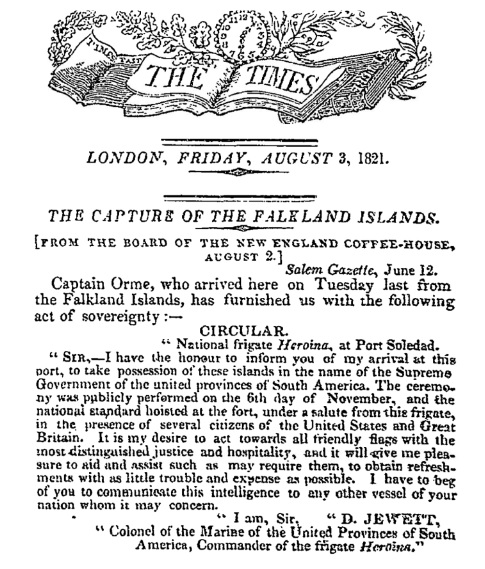
La toma de posesión argentina de 1820 se conoció en el Reino Unido a través de los informes del célebre explorador británico James Weddell. La noticia también fue publicada en The Times el 3 de agosto de 1821. El Reino Unido no protestó la ocupación argentina en 1820, ni realizó reserva de soberanía al firmar el (aún vigente) Tratado de amistad, comercio y navegación de 1825.

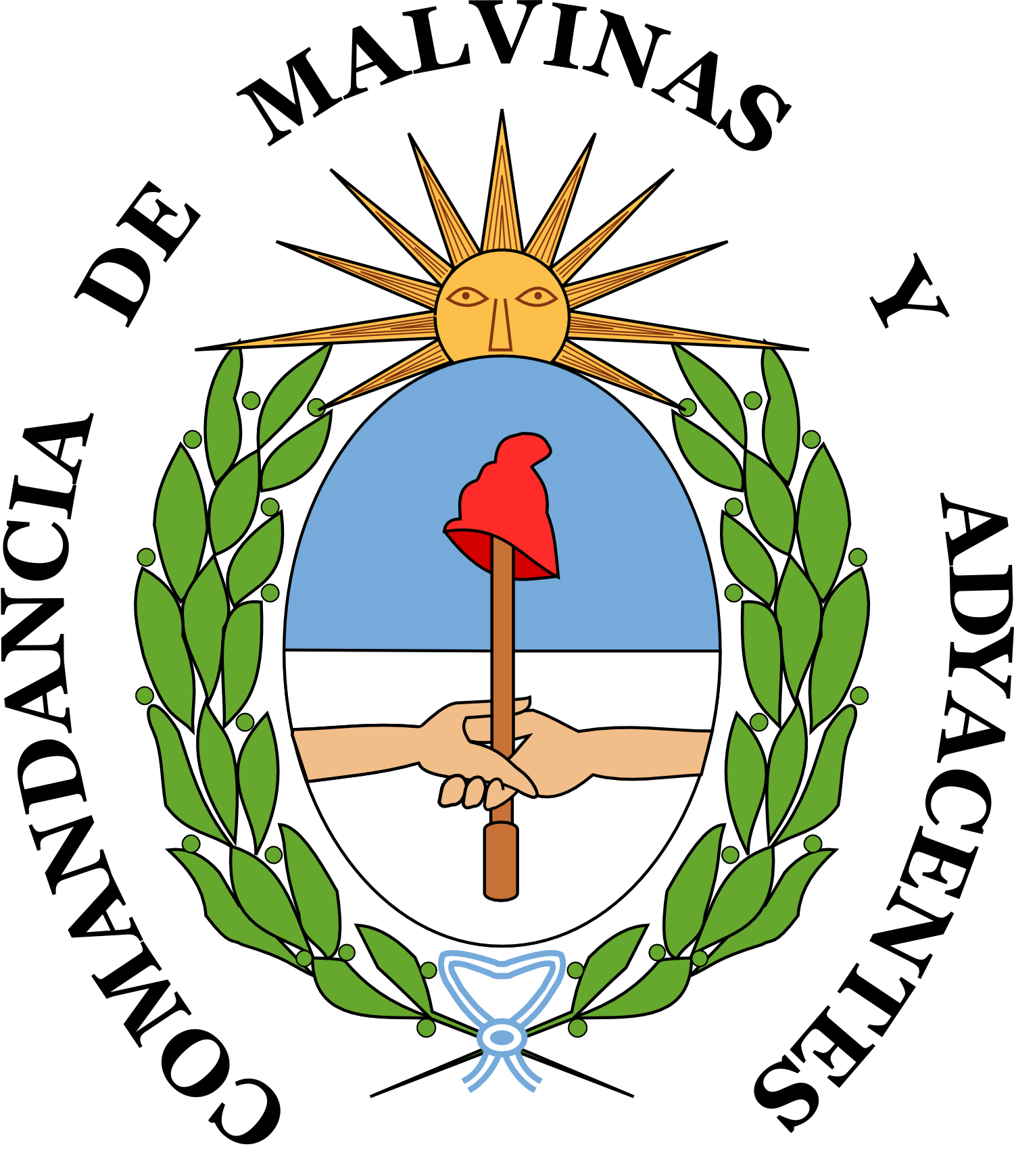
Escudo argentino de la Comandancia de Malvinas.

La Argentina sostiene que con su independencia heredó los derechos de España en virtud de la doctrina del uti possidetis iuris y de la de «sucesión de estados», por lo que ejerció un «dominio eminente» a partir de 1810. Al reconocer España la independencia argentina en 1859, cedió explícita y retroactivamente al 25 de mayo de 1810 sus derechos sobre el territorio argentino, que incluirían a las Malvinas.
El 6 de noviembre de 1820 el coronel estadounidense al servicio de las Provincias Unidas del Río de la Plata, David Jewett, al comando de la fragata Heroína realizó en Puerto Soledad la toma de posesión de las islas Malvinas en nombre del Gobierno de esas Provincias Unidas, que era el nombre de la Argentina usado en aquel entonces. 
Jewett hizo izar por primera vez la bandera de Argentina en el territorio y repartió comunicaciones al respecto a los cazadores de lobos marinos y de ballenas, que de varias nacionalidades estaban allí presentes. El explorador británico James Weddell fue testigo del hecho. 
La noticia tuvo difusión en la prensa de Europa. Las islas quedaron bajo pacífica posesión de las Provincias Unidas hasta la ocupación británica de 1833.
El 2 de febrero de 1825 el Reino Unido firmó un tratado de amistad, comercio y navegación mediante el cual reconoció la independencia de las Provincias Unidas y, naturalmente, la existencia de un ámbito territorial propio de ella, incluyendo a las Malvinas, sobre las que habían tomado posesión en 1820 y ejercido otros actos de soberanía, incluyendo el nombramiento y la instalación de autoridades. Además se debe sumar que en el tratado el Reino Unido no expresó pretensión alguna a las islas y que el tratado implicó la admisión de las consecuencias jurídicas de tal reconocimiento.
El 10 de junio de 1829, con el fin de reforzar la presencia del Estado argentino, el gobernador delegado de Buenos Aires, Martín Rodríguez, y su ministro Salvador María del Carril, por intermedio de un decreto ley crearon la  Comandancia Política y Militar de las Islas Malvinas y adyacentes al Cabo de Hornos en el Mar Atlántico, con sede en la isla Soledad y con jurisdicción sobre las islas adyacentes al cabo de Hornos que dan hacia el océano Atlántico Sur.
La presencia del Estado argentino en las Islas Malvinas terminó el 3 de enero de 1833 a través de una operación militar del Reino Unido de Gran Bretaña e Irlanda que tomó el control de las islas luego de que el 20 de diciembre de 1832 la corbeta estadounidense USS Lexington destruyera las defensas militares del asentamiento argentino de Puerto Soledad, en la isla homónima. A pesar de estar en relaciones de paz con la Confederación Argentina, Reino Unido con dos buques de guerra desalojó a la guarnición argentina de veintiséis soldados, quienes se marcharon dos días después. Desde entonces las islas han estado bajo dominio británico, excepto durante el breve período de la Guerra de Malvinas, en 1982.